# فهرست سیارک‌ها (۱۹۶۰۰۱–۱۹۷۰۰۱)
فهرست سیارک‌ها (۱۹۶۰۰۱ - ۱۹۷۰۰۱) فهرست سیارک‌ها از ۱۹۶۰۰۱ تا ۱۹۷۰۰۱ است.
| نام    | نام انگلیسی  | تاریخ کشف       |
| ------ | ------------ | --------------- |
| ۱۹۶۰۰۱ | 2002 RX238   | ۱۳ سپتامبر ۲۰۰۲ |
| ۱۹۶۰۰۲ | 2002 RU239   | ۱ سپتامبر ۲۰۰۲  |
| ۱۹۶۰۰۳ | 2002 RJ240   | ۱۴ سپتامبر ۲۰۰۲ |
| ۱۹۶۰۰۴ | 2002 RN241   | ۱۵ سپتامبر ۲۰۰۲ |
| ۱۹۶۰۰۵ | 2002 RS241   | ۱۲ سپتامبر ۲۰۰۲ |
| ۱۹۶۰۰۶ | 2002 RJ242   | ۱۴ سپتامبر ۲۰۰۲ |
| ۱۹۶۰۰۷ | 2002 RT242   | ۱۳ سپتامبر ۲۰۰۲ |
| ۱۹۶۰۰۸ | 2002 RV242   | ۵ سپتامبر ۲۰۰۲  |
| ۱۹۶۰۰۹ | 2002 RF248   | ۱۳ سپتامبر ۲۰۰۲ |
| ۱۹۶۰۱۰ | 2002 RP248   | ۱۵ سپتامبر ۲۰۰۲ |
| ۱۹۶۰۱۱ | 2002 RR250   | ۳ سپتامبر ۲۰۰۲  |
| ۱۹۶۰۱۲ | 2002 RY250   | ۹ سپتامبر ۲۰۰۲  |
| ۱۹۶۰۱۳ | 2002 RN254   | ۱۴ سپتامبر ۲۰۰۲ |
| ۱۹۶۰۱۴ | 2002 RV258   | ۱۴ سپتامبر ۲۰۰۲ |
| ۱۹۶۰۱۵ | 2002 RD263   | ۱۳ سپتامبر ۲۰۰۲ |
| ۱۹۶۰۱۶ | 2002 RE263   | ۱۳ سپتامبر ۲۰۰۲ |
| ۱۹۶۰۱۷ | 2002 RH273   | ۴ سپتامبر ۲۰۰۲  |
| ۱۹۶۰۱۸ | 2002 RP279   | ۱۵ سپتامبر ۲۰۰۲ |
| ۱۹۶۰۱۹ | 2002 SM1     | ۲۶ سپتامبر ۲۰۰۲ |
| ۱۹۶۰۲۰ | 2002 SC2     | ۲۶ سپتامبر ۲۰۰۲ |
| ۱۹۶۰۲۱ | 2002 ST2     | ۲۷ سپتامبر ۲۰۰۲ |
| ۱۹۶۰۲۲ | 2002 SQ5     | ۲۷ سپتامبر ۲۰۰۲ |
| ۱۹۶۰۲۳ | 2002 SW6     | ۲۷ سپتامبر ۲۰۰۲ |
| ۱۹۶۰۲۴ | 2002 SB7     | ۲۷ سپتامبر ۲۰۰۲ |
| ۱۹۶۰۲۵ | 2002 SP9     | ۲۷ سپتامبر ۲۰۰۲ |
| ۱۹۶۰۲۶ | 2002 SL13    | ۲۷ سپتامبر ۲۰۰۲ |
| ۱۹۶۰۲۷ | 2002 SB14    | ۲۷ سپتامبر ۲۰۰۲ |
| ۱۹۶۰۲۸ | 2002 SF14    | ۲۷ سپتامبر ۲۰۰۲ |
| ۱۹۶۰۲۹ | 2002 SL14    | ۲۷ سپتامبر ۲۰۰۲ |
| ۱۹۶۰۳۰ | 2002 SJ20    | ۲۶ سپتامبر ۲۰۰۲ |
| ۱۹۶۰۳۱ | 2002 SV20    | ۲۶ سپتامبر ۲۰۰۲ |
| ۱۹۶۰۳۲ | 2002 SH21    | ۲۶ سپتامبر ۲۰۰۲ |
| ۱۹۶۰۳۳ | 2002 SU21    | ۲۶ سپتامبر ۲۰۰۲ |
| ۱۹۶۰۳۴ | 2002 SV25    | ۲۸ سپتامبر ۲۰۰۲ |
| ۱۹۶۰۳۵ | 2002 SZ27    | ۳۰ سپتامبر ۲۰۰۲ |
| ۱۹۶۰۳۶ | 2002 SL40    | ۳۰ سپتامبر ۲۰۰۲ |
| ۱۹۶۰۳۷ | 2002 SX42    | ۲۸ سپتامبر ۲۰۰۲ |
| ۱۹۶۰۳۸ | 2002 SM43    | ۲۸ سپتامبر ۲۰۰۲ |
| ۱۹۶۰۳۹ | 2002 SS44    | ۲۹ سپتامبر ۲۰۰۲ |
| ۱۹۶۰۴۰ | 2002 SC45    | ۲۹ سپتامبر ۲۰۰۲ |
| ۱۹۶۰۴۱ | 2002 SO48    | ۳۰ سپتامبر ۲۰۰۲ |
| ۱۹۶۰۴۲ | 2002 SD49    | ۳۰ سپتامبر ۲۰۰۲ |
| ۱۹۶۰۴۳ | 2002 ST49    | ۳۰ سپتامبر ۲۰۰۲ |
| ۱۹۶۰۴۴ | 2002 SU50    | ۳۰ سپتامبر ۲۰۰۲ |
| ۱۹۶۰۴۵ | 2002 SN53    | ۱۹ سپتامبر ۲۰۰۲ |
| ۱۹۶۰۴۶ | 2002 SE56    | ۳۰ سپتامبر ۲۰۰۲ |
| ۱۹۶۰۴۷ | 2002 SS57    | ۳۰ سپتامبر ۲۰۰۲ |
| ۱۹۶۰۴۸ | 2002 SM60    | ۱۶ سپتامبر ۲۰۰۲ |
| ۱۹۶۰۴۹ | 2002 SS61    | ۱۷ سپتامبر ۲۰۰۲ |
| ۱۹۶۰۵۰ | 2002 SG63    | ۱۶ سپتامبر ۲۰۰۲ |
| ۱۹۶۰۵۱ | 2002 SW65    | ۱۶ سپتامبر ۲۰۰۲ |
| ۱۹۶۰۵۲ | 2002 SB66    | ۱۶ سپتامبر ۲۰۰۲ |
| ۱۹۶۰۵۳ | 2002 SE68    | ۲۶ سپتامبر ۲۰۰۲ |
| ۱۹۶۰۵۳ | 2002 TK      | ۱ اکتبر ۲۰۰۲    |
| ۱۹۶۰۵۵ | 2002 TC1     | ۱ اکتبر ۲۰۰۲    |
| ۱۹۶۰۵۶ | 2002 TK2     | ۱ اکتبر ۲۰۰۲    |
| ۱۹۶۰۵۷ | 2002 TN12    | ۱ اکتبر ۲۰۰۲    |
| ۱۹۶۰۵۸ | 2002 TU15    | ۲ اکتبر ۲۰۰۲    |
| ۱۹۶۰۵۹ | 2002 TT16    | ۲ اکتبر ۲۰۰۲    |
| ۱۹۶۰۶۰ | 2002 TD20    | ۲ اکتبر ۲۰۰۲    |
| ۱۹۶۰۶۱ | 2002 TC26    | ۲ اکتبر ۲۰۰۲    |
| ۱۹۶۰۶۲ | 2002 TN33    | ۲ اکتبر ۲۰۰۲    |
| ۱۹۶۰۶۳ | 2002 TD34    | ۲ اکتبر ۲۰۰۲    |
| ۱۹۶۰۶۴ | 2002 TG34    | ۲ اکتبر ۲۰۰۲    |
| ۱۹۶۰۶۵ | 2002 TK38    | ۲ اکتبر ۲۰۰۲    |
| ۱۹۶۰۶۶ | 2002 TH45    | ۲ اکتبر ۲۰۰۲    |
| ۱۹۶۰۶۷ | 2002 TF55    | ۲ اکتبر ۲۰۰۲    |
| ۱۹۶۰۶۸ | 2002 TW55    | ۲ اکتبر ۲۰۰۲    |
| ۱۹۶۰۶۹ | 2002 TY62    | ۳ اکتبر ۲۰۰۲    |
| ۱۹۶۰۷۰ | 2002 TA65    | ۲ اکتبر ۲۰۰۲    |
| ۱۹۶۰۷۱ | 2002 TE65    | ۲ اکتبر ۲۰۰۲    |
| ۱۹۶۰۷۲ | 2002 TE69    | ۹ اکتبر ۲۰۰۲    |
| ۱۹۶۰۷۳ | 2002 TQ74    | ۱ اکتبر ۲۰۰۲    |
| ۱۹۶۰۷۴ | 2002 TT74    | ۱ اکتبر ۲۰۰۲    |
| ۱۹۶۰۷۵ | 2002 TD76    | ۱ اکتبر ۲۰۰۲    |
| ۱۹۶۰۷۶ | 2002 TL77    | ۱ اکتبر ۲۰۰۲    |
| ۱۹۶۰۷۷ | 2002 TT79    | ۱ اکتبر ۲۰۰۲    |
| ۱۹۶۰۷۸ | 2002 TH80    | ۱ اکتبر ۲۰۰۲    |
| ۱۹۶۰۷۹ | 2002 TN81    | ۱ اکتبر ۲۰۰۲    |
| ۱۹۶۰۸۰ | 2002 TX83    | ۲ اکتبر ۲۰۰۲    |
| ۱۹۶۰۸۱ | 2002 TO84    | ۲ اکتبر ۲۰۰۲    |
| ۱۹۶۰۸۲ | 2002 TB86    | ۲ اکتبر ۲۰۰۲    |
| ۱۹۶۰۸۳ | 2002 TH87    | ۳ اکتبر ۲۰۰۲    |
| ۱۹۶۰۸۴ | 2002 TH88    | ۳ اکتبر ۲۰۰۲    |
| ۱۹۶۰۸۵ | 2002 TU88    | ۳ اکتبر ۲۰۰۲    |
| ۱۹۶۰۸۶ | 2002 TD90    | ۳ اکتبر ۲۰۰۲    |
| ۱۹۶۰۸۷ | 2002 TU96    | ۱ اکتبر ۲۰۰۲    |
| ۱۹۶۰۸۸ | 2002 TR99    | ۴ اکتبر ۲۰۰۲    |
| ۱۹۶۰۸۹ | 2002 TB102   | ۴ اکتبر ۲۰۰۲    |
| ۱۹۶۰۹۰ | 2002 TS102   | ۴ اکتبر ۲۰۰۲    |
| ۱۹۶۰۹۱ | 2002 TG103   | ۴ اکتبر ۲۰۰۲    |
| ۱۹۶۰۹۲ | 2002 TH113   | ۳ اکتبر ۲۰۰۲    |
| ۱۹۶۰۹۳ | 2002 TW113   | ۳ اکتبر ۲۰۰۲    |
| ۱۹۶۰۹۴ | 2002 TT117   | ۳ اکتبر ۲۰۰۲    |
| ۱۹۶۰۹۵ | 2002 TR119   | ۳ اکتبر ۲۰۰۲    |
| ۱۹۶۰۹۶ | 2002 TK120   | ۳ اکتبر ۲۰۰۲    |
| ۱۹۶۰۹۷ | 2002 TP123   | ۴ اکتبر ۲۰۰۲    |
| ۱۹۶۰۹۸ | 2002 TW123   | ۴ اکتبر ۲۰۰۲    |
| ۱۹۶۰۹۹ | 2002 TE125   | ۴ اکتبر ۲۰۰۲    |
| ۱۹۶۱۰۰ | 2002 TZ126   | ۴ اکتبر ۲۰۰۲    |
| ۱۹۶۱۰۱ | 2002 TD127   | ۴ اکتبر ۲۰۰۲    |
| ۱۹۶۱۰۲ | 2002 TA133   | ۴ اکتبر ۲۰۰۲    |
| ۱۹۶۱۰۳ | 2002 TX133   | ۴ اکتبر ۲۰۰۲    |
| ۱۹۶۱۰۴ | 2002 TC134   | ۴ اکتبر ۲۰۰۲    |
| ۱۹۶۱۰۵ | 2002 TC137   | ۴ اکتبر ۲۰۰۲    |
| ۱۹۶۱۰۶ | 2002 TV142   | ۴ اکتبر ۲۰۰۲    |
| ۱۹۶۱۰۷ | 2002 TH145   | ۳ اکتبر ۲۰۰۲    |
| ۱۹۶۱۰۸ | 2002 TX147   | ۵ اکتبر ۲۰۰۲    |
| ۱۹۶۱۰۹ | 2002 TS148   | ۵ اکتبر ۲۰۰۲    |
| ۱۹۶۱۱۰ | 2002 TB157   | ۵ اکتبر ۲۰۰۲    |
| ۱۹۶۱۱۱ | 2002 TM168   | ۳ اکتبر ۲۰۰۲    |
| ۱۹۶۱۱۲ | 2002 TH169   | ۳ اکتبر ۲۰۰۲    |
| ۱۹۶۱۱۳ | 2002 TY169   | ۳ اکتبر ۲۰۰۲    |
| ۱۹۶۱۱۴ | 2002 TD170   | ۳ اکتبر ۲۰۰۲    |
| ۱۹۶۱۱۵ | 2002 TN170   | ۳ اکتبر ۲۰۰۲    |
| ۱۹۶۱۱۶ | 2002 TY170   | ۳ اکتبر ۲۰۰۲    |
| ۱۹۶۱۱۷ | 2002 TE173   | ۴ اکتبر ۲۰۰۲    |
| ۱۹۶۱۱۸ | 2002 TY173   | ۴ اکتبر ۲۰۰۲    |
| ۱۹۶۱۱۹ | 2002 TO174   | ۴ اکتبر ۲۰۰۲    |
| ۱۹۶۱۲۰ | 2002 TA178   | ۱۱ اکتبر ۲۰۰۲   |
| ۱۹۶۱۲۱ | 2002 TW185   | ۴ اکتبر ۲۰۰۲    |
| ۱۹۶۱۲۲ | 2002 TL193   | ۳ اکتبر ۲۰۰۲    |
| ۱۹۶۱۲۳ | 2002 TN193   | ۳ اکتبر ۲۰۰۲    |
| ۱۹۶۱۲۴ | 2002 TU194   | ۳ اکتبر ۲۰۰۲    |
| ۱۹۶۱۲۵ | 2002 TM202   | ۴ اکتبر ۲۰۰۲    |
| ۱۹۶۱۲۶ | 2002 TE206   | ۴ اکتبر ۲۰۰۲    |
| ۱۹۶۱۲۷ | 2002 TP206   | ۴ اکتبر ۲۰۰۲    |
| ۱۹۶۱۲۸ | 2002 TQ206   | ۴ اکتبر ۲۰۰۲    |
| ۱۹۶۱۲۹ | 2002 TT210   | ۷ اکتبر ۲۰۰۲    |
| ۱۹۶۱۳۰ | 2002 TK213   | ۳ اکتبر ۲۰۰۲    |
| ۱۹۶۱۳۱ | 2002 TE225   | ۸ اکتبر ۲۰۰۲    |
| ۱۹۶۱۳۲ | 2002 TG231   | ۸ اکتبر ۲۰۰۲    |
| ۱۹۶۱۳۳ | 2002 TO238   | ۷ اکتبر ۲۰۰۲    |
| ۱۹۶۱۳۴ | 2002 TH240   | ۹ اکتبر ۲۰۰۲    |
| ۱۹۶۱۳۵ | 2002 TZ244   | ۷ اکتبر ۲۰۰۲    |
| ۱۹۶۱۳۶ | 2002 TW247   | ۷ اکتبر ۲۰۰۲    |
| ۱۹۶۱۳۷ | 2002 TR248   | ۷ اکتبر ۲۰۰۲    |
| ۱۹۶۱۳۸ | 2002 TX253   | ۹ اکتبر ۲۰۰۲    |
| ۱۹۶۱۳۹ | 2002 TW261   | ۱۰ اکتبر ۲۰۰۲   |
| ۱۹۶۱۴۰ | 2002 TO264   | ۱۰ اکتبر ۲۰۰۲   |
| ۱۹۶۱۴۱ | 2002 TL268   | ۹ اکتبر ۲۰۰۲    |
| ۱۹۶۱۴۲ | 2002 TB270   | ۹ اکتبر ۲۰۰۲    |
| ۱۹۶۱۴۳ | 2002 TZ270   | ۹ اکتبر ۲۰۰۲    |
| ۱۹۶۱۴۴ | 2002 TE274   | ۹ اکتبر ۲۰۰۲    |
| ۱۹۶۱۴۵ | 2002 TU279   | ۱۰ اکتبر ۲۰۰۲   |
| ۱۹۶۱۴۶ | 2002 TY281   | ۱۰ اکتبر ۲۰۰۲   |
| ۱۹۶۱۴۷ | 2002 TX294   | ۱۳ اکتبر ۲۰۰۲   |
| ۱۹۶۱۴۸ | 2002 TE317   | ۵ اکتبر ۲۰۰۲    |
| ۱۹۶۱۴۹ | 2002 TG319   | ۵ اکتبر ۲۰۰۲    |
| ۱۹۶۱۵۰ | 2002 TT337   | ۵ اکتبر ۲۰۰۲    |
| ۱۹۶۱۵۱ | 2002 UG7     | ۲۸ اکتبر ۲۰۰۲   |
| ۱۹۶۱۵۲ | 2002 UG9     | ۲۸ اکتبر ۲۰۰۲   |
| ۱۹۶۱۵۳ | 2002 UO31    | ۳۰ اکتبر ۲۰۰۲   |
| ۱۹۶۱۵۴ | 2002 UH47    | ۳۱ اکتبر ۲۰۰۲   |
| ۱۹۶۱۵۵ | 2002 UJ51    | ۲۹ اکتبر ۲۰۰۲   |
| ۱۹۶۱۵۶ | 2002 UM61    | ۳۰ اکتبر ۲۰۰۲   |
| ۱۹۶۱۵۷ | 2002 UV61    | ۳۰ اکتبر ۲۰۰۲   |
| ۱۹۶۱۵۸ | 2002 VV8     | ۱ نوامبر ۲۰۰۲   |
| ۱۹۶۱۵۹ | 2002 VT17    | ۷ نوامبر ۲۰۰۲   |
| ۱۹۶۱۶۰ | 2002 VW26    | ۵ نوامبر ۲۰۰۲   |
| ۱۹۶۱۶۱ | 2002 VM37    | ۴ نوامبر ۲۰۰۲   |
| ۱۹۶۱۶۲ | 2002 VW41    | ۵ نوامبر ۲۰۰۲   |
| ۱۹۶۱۶۳ | 2002 VD43    | ۴ نوامبر ۲۰۰۲   |
| ۱۹۶۱۶۴ | 2002 VZ46    | ۵ نوامبر ۲۰۰۲   |
| ۱۹۶۱۶۵ | 2002 VV51    | ۶ نوامبر ۲۰۰۲   |
| ۱۹۶۱۶۶ | 2002 VE54    | ۶ نوامبر ۲۰۰۲   |
| ۱۹۶۱۶۷ | 2002 VO57    | ۶ نوامبر ۲۰۰۲   |
| ۱۹۶۱۶۸ | 2002 VW62    | ۶ نوامبر ۲۰۰۲   |
| ۱۹۶۱۶۹ | 2002 VF69    | ۸ نوامبر ۲۰۰۲   |
| ۱۹۶۱۷۰ | 2002 VZ80    | ۷ نوامبر ۲۰۰۲   |
| ۱۹۶۱۷۱ | 2002 VH96    | ۱۱ نوامبر ۲۰۰۲  |
| ۱۹۶۱۷۲ | 2002 VZ99    | ۱۰ نوامبر ۲۰۰۲  |
| ۱۹۶۱۷۳ | 2002 VT118   | ۱۲ نوامبر ۲۰۰۲  |
| ۱۹۶۱۷۴ | 2002 WQ11    | ۲۸ نوامبر ۲۰۰۲  |
| ۱۹۶۱۷۵ | 2002 XR2     | ۱ دسامبر ۲۰۰۲   |
| ۱۹۶۱۷۶ | 2002 XQ6     | ۱ دسامبر ۲۰۰۲   |
| ۱۹۶۱۷۷ | 2002 XY7     | ۲ دسامبر ۲۰۰۲   |
| ۱۹۶۱۷۸ | 2002 XA49    | ۱۰ دسامبر ۲۰۰۲  |
| ۱۹۶۱۷۹ | 2002 XZ60    | ۱۰ دسامبر ۲۰۰۲  |
| ۱۹۶۱۸۰ | 2002 XH86    | ۱۱ دسامبر ۲۰۰۲  |
| ۱۹۶۱۸۱ | 2002 XE116   | ۷ دسامبر ۲۰۰۲   |
| ۱۹۶۱۸۲ | 2002 YP10    | ۳۱ دسامبر ۲۰۰۲  |
| ۱۹۶۱۸۳ | 2002 YQ11    | ۳۱ دسامبر ۲۰۰۲  |
| ۱۹۶۱۸۴ | 2002 YP13    | ۳۱ دسامبر ۲۰۰۲  |
| ۱۹۶۱۸۵ | 2002 YB29    | ۳۱ دسامبر ۲۰۰۲  |
| ۱۹۶۱۸۶ | 2002 YF31    | ۳۱ دسامبر ۲۰۰۲  |
| ۱۹۶۱۸۷ | 2002 YB32    | ۳۱ دسامبر ۲۰۰۲  |
| ۱۹۶۱۸۸ | 2003 AS4     | ۱ ژانویه ۲۰۰۳   |
| ۱۹۶۱۸۹ | 2003 AG28    | ۴ ژانویه ۲۰۰۳   |
| ۱۹۶۱۹۰ | 2003 AC29    | ۴ ژانویه ۲۰۰۳   |
| ۱۹۶۱۹۱ | 2003 AX34    | ۷ ژانویه ۲۰۰۳   |
| ۱۹۶۱۹۲ | 2003 AN39    | ۷ ژانویه ۲۰۰۳   |
| ۱۹۶۱۹۳ | 2003 AD40    | ۷ ژانویه ۲۰۰۳   |
| ۱۹۶۱۹۴ | 2003 AZ43    | ۵ ژانویه ۲۰۰۳   |
| ۱۹۶۱۹۵ | 2003 AW49    | ۵ ژانویه ۲۰۰۳   |
| ۱۹۶۱۹۶ | 2003 AU57    | ۵ ژانویه ۲۰۰۳   |
| ۱۹۶۱۹۷ | 2003 AC75    | ۱۰ ژانویه ۲۰۰۳  |
| ۱۹۶۱۹۸ | 2003 AF94    | ۵ ژانویه ۲۰۰۳   |
| ۱۹۶۱۹۸ | 2003 BA      | ۱۶ ژانویه ۲۰۰۳  |
| ۱۹۶۲۰۰ | 2003 BZ1     | ۲۵ ژانویه ۲۰۰۳  |
| ۱۹۶۲۰۱ | 2003 BP7     | ۲۶ ژانویه ۲۰۰۳  |
| ۱۹۶۲۰۲ | 2003 BL9     | ۲۶ ژانویه ۲۰۰۳  |
| ۱۹۶۲۰۳ | 2003 BB10    | ۲۶ ژانویه ۲۰۰۳  |
| ۱۹۶۲۰۴ | 2003 BQ12    | ۲۶ ژانویه ۲۰۰۳  |
| ۱۹۶۲۰۵ | 2003 BQ15    | ۲۶ ژانویه ۲۰۰۳  |
| ۱۹۶۲۰۶ | 2003 BM17    | ۲۶ ژانویه ۲۰۰۳  |
| ۱۹۶۲۰۷ | 2003 BC19    | ۲۷ ژانویه ۲۰۰۳  |
| ۱۹۶۲۰۸ | 2003 BG20    | ۲۷ ژانویه ۲۰۰۳  |
| ۱۹۶۲۰۹ | 2003 BY21    | ۲۷ ژانویه ۲۰۰۳  |
| ۱۹۶۲۱۰ | 2003 BM25    | ۲۵ ژانویه ۲۰۰۳  |
| ۱۹۶۲۱۱ | 2003 BT30    | ۲۷ ژانویه ۲۰۰۳  |
| ۱۹۶۲۱۲ | 2003 BV31    | ۲۷ ژانویه ۲۰۰۳  |
| ۱۹۶۲۱۳ | 2003 BL32    | ۲۷ ژانویه ۲۰۰۳  |
| ۱۹۶۲۱۴ | 2003 BD37    | ۲۸ ژانویه ۲۰۰۳  |
| ۱۹۶۲۱۵ | 2003 BG38    | ۲۷ ژانویه ۲۰۰۳  |
| ۱۹۶۲۱۶ | 2003 BA42    | ۲۷ ژانویه ۲۰۰۳  |
| ۱۹۶۲۱۷ | 2003 BR42    | ۲۹ ژانویه ۲۰۰۳  |
| ۱۹۶۲۱۸ | 2003 BH44    | ۲۷ ژانویه ۲۰۰۳  |
| ۱۹۶۲۱۹ | 2003 BF46    | ۲۷ ژانویه ۲۰۰۳  |
| ۱۹۶۲۲۰ | 2003 BK51    | ۲۷ ژانویه ۲۰۰۳  |
| ۱۹۶۲۲۱ | 2003 BM52    | ۲۷ ژانویه ۲۰۰۳  |
| ۱۹۶۲۲۲ | 2003 BW52    | ۲۷ ژانویه ۲۰۰۳  |
| ۱۹۶۲۲۳ | 2003 BO53    | ۲۷ ژانویه ۲۰۰۳  |
| ۱۹۶۲۲۴ | 2003 BA55    | ۲۷ ژانویه ۲۰۰۳  |
| ۱۹۶۲۲۵ | 2003 BD57    | ۲۷ ژانویه ۲۰۰۳  |
| ۱۹۶۲۲۶ | 2003 BS61    | ۲۸ ژانویه ۲۰۰۳  |
| ۱۹۶۲۲۷ | 2003 BR63    | ۲۸ ژانویه ۲۰۰۳  |
| ۱۹۶۲۲۸ | 2003 BM64    | ۲۹ ژانویه ۲۰۰۳  |
| ۱۹۶۲۲۹ | 2003 BC67    | ۳۰ ژانویه ۲۰۰۳  |
| ۱۹۶۲۳۰ | 2003 BO80    | ۳۱ ژانویه ۲۰۰۳  |
| ۱۹۶۲۳۱ | 2003 BL82    | ۳۱ ژانویه ۲۰۰۳  |
| ۱۹۶۲۳۲ | 2003 BN84    | ۳۰ ژانویه ۲۰۰۳  |
| ۱۹۶۲۳۳ | 2003 BC92    | ۲۵ ژانویه ۲۰۰۳  |
| ۱۹۶۲۳۴ | 2003 CH2     | ۱ فوریه ۲۰۰۳    |
| ۱۹۶۲۳۵ | 2003 CJ2     | ۱ فوریه ۲۰۰۳    |
| ۱۹۶۲۳۶ | 2003 CV2     | ۲ فوریه ۲۰۰۳    |
| ۱۹۶۲۳۷ | 2003 CL10    | ۲ فوریه ۲۰۰۳    |
| ۱۹۶۲۳۸ | 2003 CY10    | ۳ فوریه ۲۰۰۳    |
| ۱۹۶۲۳۹ | 2003 CZ17    | ۷ فوریه ۲۰۰۳    |
| ۱۹۶۲۴۰ | 2003 CH18    | ۸ فوریه ۲۰۰۳    |
| ۱۹۶۲۴۱ | 2003 CT19    | ۸ فوریه ۲۰۰۳    |
| ۱۹۶۲۴۲ | 2003 CV21    | ۳ فوریه ۲۰۰۳    |
| ۱۹۶۲۴۳ | 2003 DS2     | ۲۲ فوریه ۲۰۰۳   |
| ۱۹۶۲۴۴ | 2003 DH8     | ۲۲ فوریه ۲۰۰۳   |
| ۱۹۶۲۴۵ | 2003 DB9     | ۲۴ فوریه ۲۰۰۳   |
| ۱۹۶۲۴۶ | 2003 DL9     | ۲۴ فوریه ۲۰۰۳   |
| ۱۹۶۲۴۷ | 2003 DP9     | ۲۵ فوریه ۲۰۰۳   |
| ۱۹۶۲۴۸ | 2003 DX13    | ۲۶ فوریه ۲۰۰۳   |
| ۱۹۶۲۴۹ | 2003 DA14    | ۲۶ فوریه ۲۰۰۳   |
| ۱۹۶۲۵۰ | 2003 DN17    | ۲۲ فوریه ۲۰۰۳   |
| ۱۹۶۲۵۱ | 2003 DL21    | ۲۳ فوریه ۲۰۰۳   |
| ۱۹۶۲۵۲ | 2003 DY23    | ۲۳ فوریه ۲۰۰۳   |
| ۱۹۶۲۵۳ | 2003 DC24    | ۲۲ فوریه ۲۰۰۳   |
| ۱۹۶۲۵۴ | 2003 DU24    | ۲۳ فوریه ۲۰۰۳   |
| ۱۹۶۲۵۴ | 2003 EZ      | ۵ مارس ۲۰۰۳     |
| ۱۹۶۲۵۶ | 2003 EH1     | ۶ مارس ۲۰۰۳     |
| ۱۹۶۲۵۷ | 2003 EM3     | ۶ مارس ۲۰۰۳     |
| ۱۹۶۲۵۸ | 2003 EM5     | ۵ مارس ۲۰۰۳     |
| ۱۹۶۲۵۹ | 2003 ED6     | ۶ مارس ۲۰۰۳     |
| ۱۹۶۲۶۰ | 2003 EE7     | ۶ مارس ۲۰۰۳     |
| ۱۹۶۲۶۱ | 2003 EQ9     | ۶ مارس ۲۰۰۳     |
| ۱۹۶۲۶۲ | 2003 EK10    | ۶ مارس ۲۰۰۳     |
| ۱۹۶۲۶۳ | 2003 EW10    | ۶ مارس ۲۰۰۳     |
| ۱۹۶۲۶۴ | 2003 EE11    | ۶ مارس ۲۰۰۳     |
| ۱۹۶۲۶۵ | 2003 EF11    | ۶ مارس ۲۰۰۳     |
| ۱۹۶۲۶۶ | 2003 EC12    | ۶ مارس ۲۰۰۳     |
| ۱۹۶۲۶۷ | 2003 EF12    | ۶ مارس ۲۰۰۳     |
| ۱۹۶۲۶۸ | 2003 ES15    | ۷ مارس ۲۰۰۳     |
| ۱۹۶۲۶۹ | 2003 EG17    | ۵ مارس ۲۰۰۳     |
| ۱۹۶۲۷۰ | 2003 EK19    | ۶ مارس ۲۰۰۳     |
| ۱۹۶۲۷۱ | 2003 ED20    | ۶ مارس ۲۰۰۳     |
| ۱۹۶۲۷۲ | 2003 EE21    | ۶ مارس ۲۰۰۳     |
| ۱۹۶۲۷۳ | 2003 EC22    | ۶ مارس ۲۰۰۳     |
| ۱۹۶۲۷۴ | 2003 ET22    | ۶ مارس ۲۰۰۳     |
| ۱۹۶۲۷۵ | 2003 EJ23    | ۶ مارس ۲۰۰۳     |
| ۱۹۶۲۷۶ | 2003 EP24    | ۶ مارس ۲۰۰۳     |
| ۱۹۶۲۷۷ | 2003 EH26    | ۶ مارس ۲۰۰۳     |
| ۱۹۶۲۷۸ | 2003 ES26    | ۶ مارس ۲۰۰۳     |
| ۱۹۶۲۷۹ | 2003 ET28    | ۶ مارس ۲۰۰۳     |
| ۱۹۶۲۸۰ | 2003 EL29    | ۶ مارس ۲۰۰۳     |
| ۱۹۶۲۸۱ | 2003 EM29    | ۶ مارس ۲۰۰۳     |
| ۱۹۶۲۸۲ | 2003 EX31    | ۷ مارس ۲۰۰۳     |
| ۱۹۶۲۸۳ | 2003 ES33    | ۷ مارس ۲۰۰۳     |
| ۱۹۶۲۸۴ | 2003 EO36    | ۷ مارس ۲۰۰۳     |
| ۱۹۶۲۸۵ | 2003 ET41    | ۶ مارس ۲۰۰۳     |
| ۱۹۶۲۸۶ | 2003 ED45    | ۷ مارس ۲۰۰۳     |
| ۱۹۶۲۸۷ | 2003 EQ45    | ۷ مارس ۲۰۰۳     |
| ۱۹۶۲۸۸ | 2003 EU48    | ۹ مارس ۲۰۰۳     |
| ۱۹۶۲۸۹ | 2003 EZ48    | ۹ مارس ۲۰۰۳     |
| ۱۹۶۲۹۰ | 2003 EP49    | ۱۰ مارس ۲۰۰۳    |
| ۱۹۶۲۹۱ | 2003 EP50    | ۹ مارس ۲۰۰۳     |
| ۱۹۶۲۹۲ | 2003 ES52    | ۸ مارس ۲۰۰۳     |
| ۱۹۶۲۹۳ | 2003 EV58    | ۱۱ مارس ۲۰۰۳    |
| ۱۹۶۲۹۴ | 2003 ER59    | ۱۲ مارس ۲۰۰۳    |
| ۱۹۶۲۹۵ | 2003 EP61    | ۶ مارس ۲۰۰۳     |
| ۱۹۶۲۹۶ | 2003 EY61    | ۱۲ مارس ۲۰۰۳    |
| ۱۹۶۲۹۶ | 2003 FA      | ۲۱ مارس ۲۰۰۳    |
| ۱۹۶۲۹۶ | 2003 FQ      | ۲۲ مارس ۲۰۰۳    |
| ۱۹۶۲۹۹ | 2003 FN1     | ۲۴ مارس ۲۰۰۳    |
| ۱۹۶۳۰۰ | 2003 FW3     | ۲۳ مارس ۲۰۰۳    |
| ۱۹۶۳۰۱ | 2003 FG6     | ۲۷ مارس ۲۰۰۳    |
| ۱۹۶۳۰۲ | 2003 FJ10    | ۲۳ مارس ۲۰۰۳    |
| ۱۹۶۳۰۳ | 2003 FG12    | ۲۴ مارس ۲۰۰۳    |
| ۱۹۶۳۰۴ | 2003 FY14    | ۲۳ مارس ۲۰۰۳    |
| ۱۹۶۳۰۵ | 2003 FN15    | ۲۳ مارس ۲۰۰۳    |
| ۱۹۶۳۰۶ | 2003 FT16    | ۲۳ مارس ۲۰۰۳    |
| ۱۹۶۳۰۷ | 2003 FL19    | ۲۵ مارس ۲۰۰۳    |
| ۱۹۶۳۰۸ | 2003 FX23    | ۲۳ مارس ۲۰۰۳    |
| ۱۹۶۳۰۹ | 2003 FD24    | ۲۳ مارس ۲۰۰۳    |
| ۱۹۶۳۱۰ | 2003 FO24    | ۲۳ مارس ۲۰۰۳    |
| ۱۹۶۳۱۱ | 2003 FV28    | ۲۴ مارس ۲۰۰۳    |
| ۱۹۶۳۱۲ | 2003 FB29    | ۲۴ مارس ۲۰۰۳    |
| ۱۹۶۳۱۳ | 2003 FF31    | ۲۳ مارس ۲۰۰۳    |
| ۱۹۶۳۱۴ | 2003 FF34    | ۲۳ مارس ۲۰۰۳    |
| ۱۹۶۳۱۵ | 2003 FR34    | ۲۳ مارس ۲۰۰۳    |
| ۱۹۶۳۱۶ | 2003 FZ34    | ۲۳ مارس ۲۰۰۳    |
| ۱۹۶۳۱۷ | 2003 FR37    | ۲۳ مارس ۲۰۰۳    |
| ۱۹۶۳۱۸ | 2003 FZ37    | ۲۳ مارس ۲۰۰۳    |
| ۱۹۶۳۱۹ | 2003 FB39    | ۲۳ مارس ۲۰۰۳    |
| ۱۹۶۳۲۰ | 2003 FE40    | ۲۴ مارس ۲۰۰۳    |
| ۱۹۶۳۲۱ | 2003 FU41    | ۲۵ مارس ۲۰۰۳    |
| ۱۹۶۳۲۲ | 2003 FY41    | ۲۶ مارس ۲۰۰۳    |
| ۱۹۶۳۲۳ | 2003 FT42    | ۲۳ مارس ۲۰۰۳    |
| ۱۹۶۳۲۴ | 2003 FV43    | ۲۳ مارس ۲۰۰۳    |
| ۱۹۶۳۲۵ | 2003 FL47    | ۲۴ مارس ۲۰۰۳    |
| ۱۹۶۳۲۶ | 2003 FM49    | ۲۴ مارس ۲۰۰۳    |
| ۱۹۶۳۲۷ | 2003 FE51    | ۲۵ مارس ۲۰۰۳    |
| ۱۹۶۳۲۸ | 2003 FB54    | ۲۵ مارس ۲۰۰۳    |
| ۱۹۶۳۲۹ | 2003 FW54    | ۲۵ مارس ۲۰۰۳    |
| ۱۹۶۳۳۰ | 2003 FN55    | ۲۶ مارس ۲۰۰۳    |
| ۱۹۶۳۳۱ | 2003 FY56    | ۲۶ مارس ۲۰۰۳    |
| ۱۹۶۳۳۲ | 2003 FM58    | ۲۶ مارس ۲۰۰۳    |
| ۱۹۶۳۳۳ | 2003 FS60    | ۲۶ مارس ۲۰۰۳    |
| ۱۹۶۳۳۴ | 2003 FM64    | ۲۶ مارس ۲۰۰۳    |
| ۱۹۶۳۳۵ | 2003 FH68    | ۲۶ مارس ۲۰۰۳    |
| ۱۹۶۳۳۶ | 2003 FN71    | ۲۶ مارس ۲۰۰۳    |
| ۱۹۶۳۳۷ | 2003 FG73    | ۲۶ مارس ۲۰۰۳    |
| ۱۹۶۳۳۸ | 2003 FB74    | ۲۶ مارس ۲۰۰۳    |
| ۱۹۶۳۳۹ | 2003 FM76    | ۲۷ مارس ۲۰۰۳    |
| ۱۹۶۳۴۰ | 2003 FH78    | ۲۷ مارس ۲۰۰۳    |
| ۱۹۶۳۴۱ | 2003 FV78    | ۲۷ مارس ۲۰۰۳    |
| ۱۹۶۳۴۲ | 2003 FP79    | ۲۷ مارس ۲۰۰۳    |
| ۱۹۶۳۴۳ | 2003 FA83    | ۲۷ مارس ۲۰۰۳    |
| ۱۹۶۳۴۴ | 2003 FJ83    | ۲۷ مارس ۲۰۰۳    |
| ۱۹۶۳۴۵ | 2003 FB84    | ۲۸ مارس ۲۰۰۳    |
| ۱۹۶۳۴۶ | 2003 FU88    | ۲۸ مارس ۲۰۰۳    |
| ۱۹۶۳۴۷ | 2003 FA89    | ۲۹ مارس ۲۰۰۳    |
| ۱۹۶۳۴۸ | 2003 FS89    | ۲۹ مارس ۲۰۰۳    |
| ۱۹۶۳۴۹ | 2003 FC90    | ۲۹ مارس ۲۰۰۳    |
| ۱۹۶۳۵۰ | 2003 FM90    | ۲۹ مارس ۲۰۰۳    |
| ۱۹۶۳۵۱ | 2003 FC91    | ۲۹ مارس ۲۰۰۳    |
| ۱۹۶۳۵۲ | 2003 FG96    | ۳۰ مارس ۲۰۰۳    |
| ۱۹۶۳۵۳ | 2003 FC101   | ۳۱ مارس ۲۰۰۳    |
| ۱۹۶۳۵۴ | 2003 FL102   | ۳۱ مارس ۲۰۰۳    |
| ۱۹۶۳۵۵ | 2003 FB103   | ۳۱ مارس ۲۰۰۳    |
| ۱۹۶۳۵۶ | 2003 FV103   | ۲۴ مارس ۲۰۰۳    |
| ۱۹۶۳۵۷ | 2003 FD104   | ۲۵ مارس ۲۰۰۳    |
| ۱۹۶۳۵۸ | 2003 FT104   | ۲۵ مارس ۲۰۰۳    |
| ۱۹۶۳۵۹ | 2003 FE105   | ۲۶ مارس ۲۰۰۳    |
| ۱۹۶۳۶۰ | 2003 FR106   | ۲۷ مارس ۲۰۰۳    |
| ۱۹۶۳۶۱ | 2003 FS106   | ۲۷ مارس ۲۰۰۳    |
| ۱۹۶۳۶۲ | 2003 FT108   | ۳۱ مارس ۲۰۰۳    |
| ۱۹۶۳۶۳ | 2003 FA109   | ۳۱ مارس ۲۰۰۳    |
| ۱۹۶۳۶۴ | 2003 FX110   | ۳۰ مارس ۲۰۰۳    |
| ۱۹۶۳۶۵ | 2003 FX113   | ۳۱ مارس ۲۰۰۳    |
| ۱۹۶۳۶۶ | 2003 FY113   | ۳۱ مارس ۲۰۰۳    |
| ۱۹۶۳۶۷ | 2003 FA114   | ۳۱ مارس ۲۰۰۳    |
| ۱۹۶۳۶۸ | 2003 FO114   | ۳۱ مارس ۲۰۰۳    |
| ۱۹۶۳۶۹ | 2003 FY115   | ۳۱ مارس ۲۰۰۳    |
| ۱۹۶۳۷۰ | 2003 FL117   | ۲۵ مارس ۲۰۰۳    |
| ۱۹۶۳۷۱ | 2003 FA118   | ۲۵ مارس ۲۰۰۳    |
| ۱۹۶۳۷۲ | 2003 FH119   | ۲۶ مارس ۲۰۰۳    |
| ۱۹۶۳۷۳ | 2003 FO127   | ۲۷ مارس ۲۰۰۳    |
| ۱۹۶۳۷۴ | 2003 FO130   | ۲۵ مارس ۲۰۰۳    |
| ۱۹۶۳۷۵ | 2003 FR131   | ۲۷ مارس ۲۰۰۳    |
| ۱۹۶۳۷۶ | 2003 GM1     | ۱ آوریل ۲۰۰۳    |
| ۱۹۶۳۷۷ | 2003 GM2     | ۱ آوریل ۲۰۰۳    |
| ۱۹۶۳۷۸ | 2003 GU2     | ۱ آوریل ۲۰۰۳    |
| ۱۹۶۳۷۹ | 2003 GE3     | ۱ آوریل ۲۰۰۳    |
| ۱۹۶۳۸۰ | 2003 GM3     | ۱ آوریل ۲۰۰۳    |
| ۱۹۶۳۸۱ | 2003 GZ3     | ۱ آوریل ۲۰۰۳    |
| ۱۹۶۳۸۲ | 2003 GZ4     | ۱ آوریل ۲۰۰۳    |
| ۱۹۶۳۸۳ | 2003 GC5     | ۱ آوریل ۲۰۰۳    |
| ۱۹۶۳۸۴ | 2003 GW5     | ۱ آوریل ۲۰۰۳    |
| ۱۹۶۳۸۵ | 2003 GM6     | ۲ آوریل ۲۰۰۳    |
| ۱۹۶۳۸۶ | 2003 GR6     | ۲ آوریل ۲۰۰۳    |
| ۱۹۶۳۸۷ | 2003 GU6     | ۲ آوریل ۲۰۰۳    |
| ۱۹۶۳۸۸ | 2003 GS8     | ۱ آوریل ۲۰۰۳    |
| ۱۹۶۳۸۹ | 2003 GG11    | ۳ آوریل ۲۰۰۳    |
| ۱۹۶۳۹۰ | 2003 GZ12    | ۱ آوریل ۲۰۰۳    |
| ۱۹۶۳۹۱ | 2003 GQ19    | ۴ آوریل ۲۰۰۳    |
| ۱۹۶۳۹۲ | 2003 GX22    | ۳ آوریل ۲۰۰۳    |
| ۱۹۶۳۹۳ | 2003 GD23    | ۴ آوریل ۲۰۰۳    |
| ۱۹۶۳۹۴ | 2003 GL23    | ۴ آوریل ۲۰۰۳    |
| ۱۹۶۳۹۵ | 2003 GE24    | ۵ آوریل ۲۰۰۳    |
| ۱۹۶۳۹۶ | 2003 GH24    | ۷ آوریل ۲۰۰۳    |
| ۱۹۶۳۹۷ | 2003 GS25    | ۴ آوریل ۲۰۰۳    |
| ۱۹۶۳۹۸ | 2003 GW27    | ۷ آوریل ۲۰۰۳    |
| ۱۹۶۳۹۹ | 2003 GE32    | ۸ آوریل ۲۰۰۳    |
| ۱۹۶۴۰۰ | 2003 GM32    | ۸ آوریل ۲۰۰۳    |
| ۱۹۶۴۰۱ | 2003 GM33    | ۳ آوریل ۲۰۰۳    |
| ۱۹۶۴۰۲ | 2003 GN34    | ۷ آوریل ۲۰۰۳    |
| ۱۹۶۴۰۳ | 2003 GW34    | ۷ آوریل ۲۰۰۳    |
| ۱۹۶۴۰۴ | 2003 GO37    | ۷ آوریل ۲۰۰۳    |
| ۱۹۶۴۰۵ | 2003 GX37    | ۸ آوریل ۲۰۰۳    |
| ۱۹۶۴۰۶ | 2003 GF42    | ۴ آوریل ۲۰۰۳    |
| ۱۹۶۴۰۷ | 2003 GM46    | ۸ آوریل ۲۰۰۳    |
| ۱۹۶۴۰۸ | 2003 GW47    | ۸ آوریل ۲۰۰۳    |
| ۱۹۶۴۰۹ | 2003 GN48    | ۹ آوریل ۲۰۰۳    |
| ۱۹۶۴۱۰ | 2003 GN49    | ۱۰ آوریل ۲۰۰۳   |
| ۱۹۶۴۱۱ | 2003 GW51    | ۱ آوریل ۲۰۰۳    |
| ۱۹۶۴۱۲ | 2003 GK54    | ۱ آوریل ۲۰۰۳    |
| ۱۹۶۴۱۳ | 2003 GS54    | ۳ آوریل ۲۰۰۳    |
| ۱۹۶۴۱۴ | 2003 GS55    | ۵ آوریل ۲۰۰۳    |
| ۱۹۶۴۱۴ | 2003 HE      | ۲۱ آوریل ۲۰۰۳   |
| ۱۹۶۴۱۶ | 2003 HP1     | ۲۳ آوریل ۲۰۰۳   |
| ۱۹۶۴۱۷ | 2003 HP2     | ۲۱ آوریل ۲۰۰۳   |
| ۱۹۶۴۱۸ | 2003 HX5     | ۲۴ آوریل ۲۰۰۳   |
| ۱۹۶۴۱۹ | 2003 HF9     | ۲۴ آوریل ۲۰۰۳   |
| ۱۹۶۴۲۰ | 2003 HO9     | ۲۴ آوریل ۲۰۰۳   |
| ۱۹۶۴۲۱ | 2003 HS9     | ۲۵ آوریل ۲۰۰۳   |
| ۱۹۶۴۲۲ | 2003 HF11    | ۲۶ آوریل ۲۰۰۳   |
| ۱۹۶۴۲۳ | 2003 HL12    | ۲۶ آوریل ۲۰۰۳   |
| ۱۹۶۴۲۴ | 2003 HJ14    | ۲۶ آوریل ۲۰۰۳   |
| ۱۹۶۴۲۵ | 2003 HA20    | ۲۶ آوریل ۲۰۰۳   |
| ۱۹۶۴۲۶ | 2003 HB20    | ۲۶ آوریل ۲۰۰۳   |
| ۱۹۶۴۲۷ | 2003 HG20    | ۲۶ آوریل ۲۰۰۳   |
| ۱۹۶۴۲۸ | 2003 HJ20    | ۲۴ آوریل ۲۰۰۳   |
| ۱۹۶۴۲۹ | 2003 HS20    | ۲۴ آوریل ۲۰۰۳   |
| ۱۹۶۴۳۰ | 2003 HE21    | ۲۵ آوریل ۲۰۰۳   |
| ۱۹۶۴۳۱ | 2003 HB22    | ۲۷ آوریل ۲۰۰۳   |
| ۱۹۶۴۳۲ | 2003 HA28    | ۲۶ آوریل ۲۰۰۳   |
| ۱۹۶۴۳۳ | 2003 HO28    | ۲۶ آوریل ۲۰۰۳   |
| ۱۹۶۴۳۴ | 2003 HW29    | ۲۸ آوریل ۲۰۰۳   |
| ۱۹۶۴۳۵ | 2003 HD30    | ۲۸ آوریل ۲۰۰۳   |
| ۱۹۶۴۳۶ | 2003 HL30    | ۲۸ آوریل ۲۰۰۳   |
| ۱۹۶۴۳۷ | 2003 HU31    | ۲۸ آوریل ۲۰۰۳   |
| ۱۹۶۴۳۸ | 2003 HM33    | ۲۶ آوریل ۲۰۰۳   |
| ۱۹۶۴۳۹ | 2003 HU33    | ۲۸ آوریل ۲۰۰۳   |
| ۱۹۶۴۴۰ | 2003 HQ35    | ۲۷ آوریل ۲۰۰۳   |
| ۱۹۶۴۴۱ | 2003 HL36    | ۲۹ آوریل ۲۰۰۳   |
| ۱۹۶۴۴۲ | 2003 HF37    | ۲۶ آوریل ۲۰۰۳   |
| ۱۹۶۴۴۳ | 2003 HK37    | ۲۶ آوریل ۲۰۰۳   |
| ۱۹۶۴۴۴ | 2003 HQ37    | ۲۸ آوریل ۲۰۰۳   |
| ۱۹۶۴۴۵ | 2003 HW37    | ۲۸ آوریل ۲۰۰۳   |
| ۱۹۶۴۴۶ | 2003 HP39    | ۲۹ آوریل ۲۰۰۳   |
| ۱۹۶۴۴۷ | 2003 HO43    | ۲۹ آوریل ۲۰۰۳   |
| ۱۹۶۴۴۸ | 2003 HH44    | ۲۷ آوریل ۲۰۰۳   |
| ۱۹۶۴۴۹ | 2003 HB47    | ۲۸ آوریل ۲۰۰۳   |
| ۱۹۶۴۵۰ | 2003 HH47    | ۲۸ آوریل ۲۰۰۳   |
| ۱۹۶۴۵۱ | 2003 HO47    | ۲۹ آوریل ۲۰۰۳   |
| ۱۹۶۴۵۲ | 2003 HO48    | ۳۰ آوریل ۲۰۰۳   |
| ۱۹۶۴۵۳ | 2003 HC49    | ۳۰ آوریل ۲۰۰۳   |
| ۱۹۶۴۵۴ | 2003 HF50    | ۲۸ آوریل ۲۰۰۳   |
| ۱۹۶۴۵۵ | 2003 HG50    | ۳۰ آوریل ۲۰۰۳   |
| ۱۹۶۴۵۶ | 2003 HJ51    | ۲۹ آوریل ۲۰۰۳   |
| ۱۹۶۴۵۷ | 2003 HG52    | ۳۰ آوریل ۲۰۰۳   |
| ۱۹۶۴۵۸ | 2003 HS52    | ۲۹ آوریل ۲۰۰۳   |
| ۱۹۶۴۵۹ | 2003 HV52    | ۲۹ آوریل ۲۰۰۳   |
| ۱۹۶۴۶۰ | 2003 HF53    | ۳۰ آوریل ۲۰۰۳   |
| ۱۹۶۴۶۱ | 2003 HV53    | ۲۱ آوریل ۲۰۰۳   |
| ۱۹۶۴۶۲ | 2003 HQ54    | ۲۴ آوریل ۲۰۰۳   |
| ۱۹۶۴۶۳ | 2003 HV57    | ۲۵ آوریل ۲۰۰۳   |
| ۱۹۶۴۶۴ | 2003 HH58    | ۲۶ آوریل ۲۰۰۳   |
| ۱۹۶۴۶۵ | 2003 JG5     | ۱ مه ۲۰۰۳       |
| ۱۹۶۴۶۶ | 2003 JB7     | ۱ مه ۲۰۰۳       |
| ۱۹۶۴۶۷ | 2003 JX8     | ۲ مه ۲۰۰۳       |
| ۱۹۶۴۶۸ | 2003 JH9     | ۲ مه ۲۰۰۳       |
| ۱۹۶۴۶۹ | 2003 JN9     | ۲ مه ۲۰۰۳       |
| ۱۹۶۴۷۰ | 2003 JJ10    | ۲ مه ۲۰۰۳       |
| ۱۹۶۴۷۱ | 2003 JH11    | ۳ مه ۲۰۰۳       |
| ۱۹۶۴۷۲ | 2003 JY11    | ۵ مه ۲۰۰۳       |
| ۱۹۶۴۷۳ | 2003 JD12    | ۵ مه ۲۰۰۳       |
| ۱۹۶۴۷۴ | 2003 JX13    | ۵ مه ۲۰۰۳       |
| ۱۹۶۴۷۵ | 2003 JV15    | ۶ مه ۲۰۰۳       |
| ۱۹۶۴۷۶ | Humfernandez | ۲ مه ۲۰۰۳       |
| ۱۹۶۴۷۷ | 2003 JB18    | ۲ مه ۲۰۰۳       |
| ۱۹۶۴۷۷ | 2003 KC      | ۲۰ مه ۲۰۰۳      |
| ۱۹۶۴۷۷ | 2003 KU      | ۲۱ مه ۲۰۰۳      |
| ۱۹۶۴۸۰ | 2003 KF1     | ۲۲ مه ۲۰۰۳      |
| ۱۹۶۴۸۱ | VATT         | ۲۳ مه ۲۰۰۳      |
| ۱۹۶۴۸۲ | 2003 KW3     | ۲۳ مه ۲۰۰۳      |
| ۱۹۶۴۸۳ | 2003 KV6     | ۲۵ مه ۲۰۰۳      |
| ۱۹۶۴۸۴ | 2003 KK9     | ۲۴ مه ۲۰۰۳      |
| ۱۹۶۴۸۵ | 2003 KG10    | ۲۵ مه ۲۰۰۳      |
| ۱۹۶۴۸۶ | 2003 KZ11    | ۲۷ مه ۲۰۰۳      |
| ۱۹۶۴۸۷ | 2003 KA12    | ۲۷ مه ۲۰۰۳      |
| ۱۹۶۴۸۸ | 2003 KM12    | ۲۶ مه ۲۰۰۳      |
| ۱۹۶۴۸۹ | 2003 KC14    | ۲۸ مه ۲۰۰۳      |
| ۱۹۶۴۹۰ | 2003 KB17    | ۲۶ مه ۲۰۰۳      |
| ۱۹۶۴۹۱ | 2003 KJ17    | ۲۶ مه ۲۰۰۳      |
| ۱۹۶۴۹۲ | 2003 KX19    | ۳۰ مه ۲۰۰۳      |
| ۱۹۶۴۹۳ | 2003 KB20    | ۳۰ مه ۲۰۰۳      |
| ۱۹۶۴۹۴ | 2003 KF33    | ۲۷ مه ۲۰۰۳      |
| ۱۹۶۴۹۵ | 2003 LJ1     | ۱ ژوئن ۲۰۰۳     |
| ۱۹۶۴۹۶ | 2003 LB3     | ۱ ژوئن ۲۰۰۳     |
| ۱۹۶۴۹۷ | 2003 LZ3     | ۵ ژوئن ۲۰۰۳     |
| ۱۹۶۴۹۸ | 2003 LY5     | ۲ ژوئن ۲۰۰۳     |
| ۱۹۶۴۹۹ | 2003 LV6     | ۴ ژوئن ۲۰۰۳     |
| ۱۹۶۵۰۰ | 2003 LW6     | ۷ ژوئن ۲۰۰۳     |
| ۱۹۶۵۰۱ | 2003 LX6     | ۷ ژوئن ۲۰۰۳     |
| ۱۹۶۵۰۲ | 2003 MA1     | ۲۲ ژوئن ۲۰۰۳    |
| ۱۹۶۵۰۳ | 2003 MX6     | ۲۷ ژوئن ۲۰۰۳    |
| ۱۹۶۵۰۴ | 2003 MT8     | ۲۸ ژوئن ۲۰۰۳    |
| ۱۹۶۵۰۵ | 2003 MD9     | ۲۹ ژوئن ۲۰۰۳    |
| ۱۹۶۵۰۶ | 2003 MW11    | ۲۷ ژوئن ۲۰۰۳    |
| ۱۹۶۵۰۷ | 2003 MN12    | ۲۹ ژوئن ۲۰۰۳    |
| ۱۹۶۵۰۸ | 2003 MY12    | ۲۲ ژوئن ۲۰۰۳    |
| ۱۹۶۵۰۹ | 2003 MA13    | ۲۵ ژوئن ۲۰۰۳    |
| ۱۹۶۵۱۰ | 2003 NR1     | ۲ ژوئیه ۲۰۰۳    |
| ۱۹۶۵۱۱ | 2003 NS2     | ۱ ژوئیه ۲۰۰۳    |
| ۱۹۶۵۱۲ | 2003 NZ2     | ۲ ژوئیه ۲۰۰۳    |
| ۱۹۶۵۱۳ | 2003 NA5     | ۴ ژوئیه ۲۰۰۳    |
| ۱۹۶۵۱۴ | 2003 NQ5     | ۴ ژوئیه ۲۰۰۳    |
| ۱۹۶۵۱۵ | 2003 NP11    | ۳ ژوئیه ۲۰۰۳    |
| ۱۹۶۵۱۵ | 2003 OJ      | ۱۸ ژوئیه ۲۰۰۳   |
| ۱۹۶۵۱۵ | 2003 OP      | ۲۰ ژوئیه ۲۰۰۳   |
| ۱۹۶۵۱۸ | 2003 OS3     | ۲۲ ژوئیه ۲۰۰۳   |
| ۱۹۶۵۱۹ | 2003 OL4     | ۲۲ ژوئیه ۲۰۰۳   |
| ۱۹۶۵۲۰ | 2003 OP6     | ۲۳ ژوئیه ۲۰۰۳   |
| ۱۹۶۵۲۱ | 2003 OE9     | ۲۳ ژوئیه ۲۰۰۳   |
| ۱۹۶۵۲۲ | 2003 OJ10    | ۲۵ ژوئیه ۲۰۰۳   |
| ۱۹۶۵۲۳ | 2003 OJ15    | ۲۳ ژوئیه ۲۰۰۳   |
| ۱۹۶۵۲۴ | 2003 OS15    | ۲۳ ژوئیه ۲۰۰۳   |
| ۱۹۶۵۲۵ | 2003 OT15    | ۲۳ ژوئیه ۲۰۰۳   |
| ۱۹۶۵۲۶ | 2003 OY15    | ۲۳ ژوئیه ۲۰۰۳   |
| ۱۹۶۵۲۷ | 2003 OZ17    | ۳۰ ژوئیه ۲۰۰۳   |
| ۱۹۶۵۲۸ | 2003 OE18    | ۲۴ ژوئیه ۲۰۰۳   |
| ۱۹۶۵۲۹ | 2003 OA20    | ۳۰ ژوئیه ۲۰۰۳   |
| ۱۹۶۵۳۰ | 2003 OB20    | ۳۰ ژوئیه ۲۰۰۳   |
| ۱۹۶۵۳۱ | 2003 OC20    | ۳۰ ژوئیه ۲۰۰۳   |
| ۱۹۶۵۳۲ | 2003 OY20    | ۳۱ ژوئیه ۲۰۰۳   |
| ۱۹۶۵۳۳ | 2003 OK21    | ۲۶ ژوئیه ۲۰۰۳   |
| ۱۹۶۵۳۴ | 2003 OR21    | ۲۸ ژوئیه ۲۰۰۳   |
| ۱۹۶۵۳۵ | 2003 OR27    | ۲۴ ژوئیه ۲۰۰۳   |
| ۱۹۶۵۳۶ | 2003 OF28    | ۲۴ ژوئیه ۲۰۰۳   |
| ۱۹۶۵۳۷ | 2003 OK29    | ۲۴ ژوئیه ۲۰۰۳   |
| ۱۹۶۵۳۸ | 2003 OR29    | ۲۴ ژوئیه ۲۰۰۳   |
| ۱۹۶۵۳۹ | 2003 OA30    | ۲۴ ژوئیه ۲۰۰۳   |
| ۱۹۶۵۴۰ | 2003 OW30    | ۳۱ ژوئیه ۲۰۰۳   |
| ۱۹۶۵۴۱ | 2003 OW32    | ۲۴ ژوئیه ۲۰۰۳   |
| ۱۹۶۵۴۱ | 2003 PZ      | ۱ اوت ۲۰۰۳      |
| ۱۹۶۵۴۳ | 2003 PS1     | ۱ اوت ۲۰۰۳      |
| ۱۹۶۵۴۴ | 2003 PB2     | ۱ اوت ۲۰۰۳      |
| ۱۹۶۵۴۵ | 2003 PQ7     | ۲ اوت ۲۰۰۳      |
| ۱۹۶۵۴۶ | 2003 PT11    | ۱ اوت ۲۰۰۳      |
| ۱۹۶۵۴۷ | 2003 QE2     | ۲۰ اوت ۲۰۰۳     |
| ۱۹۶۵۴۸ | 2003 QN2     | ۱۹ اوت ۲۰۰۳     |
| ۱۹۶۵۴۹ | 2003 QR3     | ۱۷ اوت ۲۰۰۳     |
| ۱۹۶۵۵۰ | 2003 QP5     | ۲۰ اوت ۲۰۰۳     |
| ۱۹۶۵۵۱ | 2003 QW6     | ۲۰ اوت ۲۰۰۳     |
| ۱۹۶۵۵۲ | 2003 QD7     | ۲۰ اوت ۲۰۰۳     |
| ۱۹۶۵۵۳ | 2003 QO7     | ۲۱ اوت ۲۰۰۳     |
| ۱۹۶۵۵۴ | 2003 QZ7     | ۱۸ اوت ۲۰۰۳     |
| ۱۹۶۵۵۵ | 2003 QU9     | ۲۰ اوت ۲۰۰۳     |
| ۱۹۶۵۵۶ | 2003 QH12    | ۲۲ اوت ۲۰۰۳     |
| ۱۹۶۵۵۷ | 2003 QU12    | ۲۲ اوت ۲۰۰۳     |
| ۱۹۶۵۵۸ | 2003 QB13    | ۲۲ اوت ۲۰۰۳     |
| ۱۹۶۵۵۹ | 2003 QG13    | ۲۲ اوت ۲۰۰۳     |
| ۱۹۶۵۶۰ | 2003 QQ14    | ۲۰ اوت ۲۰۰۳     |
| ۱۹۶۵۶۱ | 2003 QY15    | ۲۰ اوت ۲۰۰۳     |
| ۱۹۶۵۶۲ | 2003 QU18    | ۲۲ اوت ۲۰۰۳     |
| ۱۹۶۵۶۳ | 2003 QU19    | ۲۲ اوت ۲۰۰۳     |
| ۱۹۶۵۶۴ | 2003 QJ20    | ۲۲ اوت ۲۰۰۳     |
| ۱۹۶۵۶۵ | 2003 QX20    | ۲۲ اوت ۲۰۰۳     |
| ۱۹۶۵۶۶ | 2003 QE24    | ۲۱ اوت ۲۰۰۳     |
| ۱۹۶۵۶۷ | 2003 QP25    | ۲۲ اوت ۲۰۰۳     |
| ۱۹۶۵۶۸ | 2003 QL27    | ۲۳ اوت ۲۰۰۳     |
| ۱۹۶۵۶۹ | 2003 QY28    | ۲۳ اوت ۲۰۰۳     |
| ۱۹۶۵۷۰ | 2003 QW31    | ۲۱ اوت ۲۰۰۳     |
| ۱۹۶۵۷۱ | 2003 QB32    | ۲۱ اوت ۲۰۰۳     |
| ۱۹۶۵۷۲ | 2003 QS32    | ۲۱ اوت ۲۰۰۳     |
| ۱۹۶۵۷۳ | 2003 QR34    | ۲۲ اوت ۲۰۰۳     |
| ۱۹۶۵۷۴ | 2003 QK36    | ۲۲ اوت ۲۰۰۳     |
| ۱۹۶۵۷۵ | 2003 QV36    | ۲۲ اوت ۲۰۰۳     |
| ۱۹۶۵۷۶ | 2003 QE40    | ۲۲ اوت ۲۰۰۳     |
| ۱۹۶۵۷۷ | 2003 QT40    | ۲۲ اوت ۲۰۰۳     |
| ۱۹۶۵۷۸ | 2003 QV40    | ۲۲ اوت ۲۰۰۳     |
| ۱۹۶۵۷۹ | 2003 QD41    | ۲۲ اوت ۲۰۰۳     |
| ۱۹۶۵۸۰ | 2003 QJ41    | ۲۲ اوت ۲۰۰۳     |
| ۱۹۶۵۸۱ | 2003 QS45    | ۲۳ اوت ۲۰۰۳     |
| ۱۹۶۵۸۲ | 2003 QS46    | ۲۴ اوت ۲۰۰۳     |
| ۱۹۶۵۸۳ | 2003 QM48    | ۲۰ اوت ۲۰۰۳     |
| ۱۹۶۵۸۴ | 2003 QX48    | ۲۱ اوت ۲۰۰۳     |
| ۱۹۶۵۸۵ | 2003 QJ49    | ۲۲ اوت ۲۰۰۳     |
| ۱۹۶۵۸۶ | 2003 QC50    | ۲۲ اوت ۲۰۰۳     |
| ۱۹۶۵۸۷ | 2003 QJ50    | ۲۲ اوت ۲۰۰۳     |
| ۱۹۶۵۸۸ | 2003 QA51    | ۲۲ اوت ۲۰۰۳     |
| ۱۹۶۵۸۹ | 2003 QG51    | ۲۲ اوت ۲۰۰۳     |
| ۱۹۶۵۹۰ | 2003 QL53    | ۲۳ اوت ۲۰۰۳     |
| ۱۹۶۵۹۱ | 2003 QL56    | ۲۳ اوت ۲۰۰۳     |
| ۱۹۶۵۹۲ | 2003 QE60    | ۲۳ اوت ۲۰۰۳     |
| ۱۹۶۵۹۳ | 2003 QC61    | ۲۳ اوت ۲۰۰۳     |
| ۱۹۶۵۹۴ | 2003 QG64    | ۲۳ اوت ۲۰۰۳     |
| ۱۹۶۵۹۵ | 2003 QX64    | ۲۳ اوت ۲۰۰۳     |
| ۱۹۶۵۹۶ | 2003 QH65    | ۲۳ اوت ۲۰۰۳     |
| ۱۹۶۵۹۷ | 2003 QJ66    | ۲۲ اوت ۲۰۰۳     |
| ۱۹۶۵۹۸ | 2003 QK66    | ۲۲ اوت ۲۰۰۳     |
| ۱۹۶۵۹۹ | 2003 QX66    | ۲۳ اوت ۲۰۰۳     |
| ۱۹۶۶۰۰ | 2003 QH68    | ۲۵ اوت ۲۰۰۳     |
| ۱۹۶۶۰۱ | 2003 QY68    | ۲۵ اوت ۲۰۰۳     |
| ۱۹۶۶۰۲ | 2003 QQ70    | ۲۳ اوت ۲۰۰۳     |
| ۱۹۶۶۰۳ | 2003 QT70    | ۲۳ اوت ۲۰۰۳     |
| ۱۹۶۶۰۴ | 2003 QH74    | ۲۴ اوت ۲۰۰۳     |
| ۱۹۶۶۰۵ | 2003 QM75    | ۲۴ اوت ۲۰۰۳     |
| ۱۹۶۶۰۶ | 2003 QX75    | ۲۴ اوت ۲۰۰۳     |
| ۱۹۶۶۰۷ | 2003 QC76    | ۲۴ اوت ۲۰۰۳     |
| ۱۹۶۶۰۸ | 2003 QE77    | ۲۴ اوت ۲۰۰۳     |
| ۱۹۶۶۰۹ | 2003 QQ78    | ۲۴ اوت ۲۰۰۳     |
| ۱۹۶۶۱۰ | 2003 QK79    | ۲۵ اوت ۲۰۰۳     |
| ۱۹۶۶۱۱ | 2003 QA85    | ۲۴ اوت ۲۰۰۳     |
| ۱۹۶۶۱۲ | 2003 QQ89    | ۲۷ اوت ۲۰۰۳     |
| ۱۹۶۶۱۳ | 2003 QN90    | ۲۸ اوت ۲۰۰۳     |
| ۱۹۶۶۱۴ | 2003 QB96    | ۳۰ اوت ۲۰۰۳     |
| ۱۹۶۶۱۵ | 2003 QY107   | ۳۱ اوت ۲۰۰۳     |
| ۱۹۶۶۱۶ | 2003 QE108   | ۳۱ اوت ۲۰۰۳     |
| ۱۹۶۶۱۷ | 2003 QQ111   | ۳۱ اوت ۲۰۰۳     |
| ۱۹۶۶۱۸ | 2003 QG114   | ۲۶ اوت ۲۰۰۳     |
| ۱۹۶۶۱۹ | 2003 RH3     | ۱ سپتامبر ۲۰۰۳  |
| ۱۹۶۶۲۰ | 2003 RN4     | ۳ سپتامبر ۲۰۰۳  |
| ۱۹۶۶۲۱ | 2003 RH5     | ۱ سپتامبر ۲۰۰۳  |
| ۱۹۶۶۲۲ | 2003 RN5     | ۱ سپتامبر ۲۰۰۳  |
| ۱۹۶۶۲۳ | 2003 RX5     | ۲ سپتامبر ۲۰۰۳  |
| ۱۹۶۶۲۴ | 2003 RK9     | ۴ سپتامبر ۲۰۰۳  |
| ۱۹۶۶۲۵ | 2003 RM10    | ۱۳ سپتامبر ۲۰۰۳ |
| ۱۹۶۶۲۶ | 2003 RH11    | ۱۳ سپتامبر ۲۰۰۳ |
| ۱۹۶۶۲۷ | 2003 RR14    | ۱۳ سپتامبر ۲۰۰۳ |
| ۱۹۶۶۲۸ | 2003 RV16    | ۱۵ سپتامبر ۲۰۰۳ |
| ۱۹۶۶۲۹ | 2003 RH20    | ۱۵ سپتامبر ۲۰۰۳ |
| ۱۹۶۶۳۰ | 2003 RH21    | ۱۵ سپتامبر ۲۰۰۳ |
| ۱۹۶۶۳۱ | 2003 RE22    | ۱۴ سپتامبر ۲۰۰۳ |
| ۱۹۶۶۳۲ | 2003 SH1     | ۱۶ سپتامبر ۲۰۰۳ |
| ۱۹۶۶۳۳ | 2003 SO2     | ۱۶ سپتامبر ۲۰۰۳ |
| ۱۹۶۶۳۴ | 2003 SC3     | ۱۶ سپتامبر ۲۰۰۳ |
| ۱۹۶۶۳۵ | 2003 SO3     | ۱۶ سپتامبر ۲۰۰۳ |
| ۱۹۶۶۳۶ | 2003 SA4     | ۱۶ سپتامبر ۲۰۰۳ |
| ۱۹۶۶۳۷ | 2003 SF8     | ۱۶ سپتامبر ۲۰۰۳ |
| ۱۹۶۶۳۸ | 2003 SO10    | ۱۷ سپتامبر ۲۰۰۳ |
| ۱۹۶۶۳۹ | 2003 SD13    | ۱۶ سپتامبر ۲۰۰۳ |
| ۱۹۶۶۴۰ | Mulhacen     | ۱۷ سپتامبر ۲۰۰۳ |
| ۱۹۶۶۴۱ | 2003 SP17    | ۱۷ سپتامبر ۲۰۰۳ |
| ۱۹۶۶۴۲ | 2003 SR17    | ۱۷ سپتامبر ۲۰۰۳ |
| ۱۹۶۶۴۳ | 2003 SH18    | ۱۶ سپتامبر ۲۰۰۳ |
| ۱۹۶۶۴۴ | 2003 ST23    | ۱۷ سپتامبر ۲۰۰۳ |
| ۱۹۶۶۴۵ | 2003 SW23    | ۱۷ سپتامبر ۲۰۰۳ |
| ۱۹۶۶۴۶ | 2003 SY23    | ۱۷ سپتامبر ۲۰۰۳ |
| ۱۹۶۶۴۷ | 2003 SL25    | ۱۷ سپتامبر ۲۰۰۳ |
| ۱۹۶۶۴۸ | 2003 SP25    | ۱۷ سپتامبر ۲۰۰۳ |
| ۱۹۶۶۴۹ | 2003 SG26    | ۱۷ سپتامبر ۲۰۰۳ |
| ۱۹۶۶۵۰ | 2003 SM26    | ۱۷ سپتامبر ۲۰۰۳ |
| ۱۹۶۶۵۱ | 2003 SN28    | ۱۸ سپتامبر ۲۰۰۳ |
| ۱۹۶۶۵۲ | 2003 SG30    | ۱۸ سپتامبر ۲۰۰۳ |
| ۱۹۶۶۵۳ | 2003 SV30    | ۱۸ سپتامبر ۲۰۰۳ |
| ۱۹۶۶۵۴ | 2003 SS34    | ۱۸ سپتامبر ۲۰۰۳ |
| ۱۹۶۶۵۵ | 2003 SY34    | ۱۸ سپتامبر ۲۰۰۳ |
| ۱۹۶۶۵۶ | 2003 SA35    | ۱۸ سپتامبر ۲۰۰۳ |
| ۱۹۶۶۵۷ | 2003 SR36    | ۱۸ سپتامبر ۲۰۰۳ |
| ۱۹۶۶۵۸ | 2003 SJ37    | ۱۶ سپتامبر ۲۰۰۳ |
| ۱۹۶۶۵۹ | 2003 SR38    | ۱۶ سپتامبر ۲۰۰۳ |
| ۱۹۶۶۶۰ | 2003 SQ40    | ۱۶ سپتامبر ۲۰۰۳ |
| ۱۹۶۶۶۱ | 2003 SL41    | ۱۷ سپتامبر ۲۰۰۳ |
| ۱۹۶۶۶۲ | 2003 SO43    | ۱۶ سپتامبر ۲۰۰۳ |
| ۱۹۶۶۶۳ | 2003 SL44    | ۱۶ سپتامبر ۲۰۰۳ |
| ۱۹۶۶۶۴ | 2003 SD46    | ۱۶ سپتامبر ۲۰۰۳ |
| ۱۹۶۶۶۵ | 2003 SJ46    | ۱۶ سپتامبر ۲۰۰۳ |
| ۱۹۶۶۶۶ | 2003 SF47    | ۱۶ سپتامبر ۲۰۰۳ |
| ۱۹۶۶۶۷ | 2003 SN50    | ۱۸ سپتامبر ۲۰۰۳ |
| ۱۹۶۶۶۸ | 2003 SW50    | ۱۸ سپتامبر ۲۰۰۳ |
| ۱۹۶۶۶۹ | 2003 SK51    | ۱۸ سپتامبر ۲۰۰۳ |
| ۱۹۶۶۷۰ | 2003 ST52    | ۱۹ سپتامبر ۲۰۰۳ |
| ۱۹۶۶۷۱ | 2003 SU53    | ۱۶ سپتامبر ۲۰۰۳ |
| ۱۹۶۶۷۲ | 2003 SY54    | ۱۶ سپتامبر ۲۰۰۳ |
| ۱۹۶۶۷۳ | 2003 SZ54    | ۱۶ سپتامبر ۲۰۰۳ |
| ۱۹۶۶۷۴ | 2003 SR56    | ۱۶ سپتامبر ۲۰۰۳ |
| ۱۹۶۶۷۵ | 2003 SV56    | ۱۶ سپتامبر ۲۰۰۳ |
| ۱۹۶۶۷۶ | 2003 SQ59    | ۱۷ سپتامبر ۲۰۰۳ |
| ۱۹۶۶۷۷ | 2003 ST60    | ۱۷ سپتامبر ۲۰۰۳ |
| ۱۹۶۶۷۸ | 2003 SD61    | ۱۷ سپتامبر ۲۰۰۳ |
| ۱۹۶۶۷۹ | 2003 SP61    | ۱۷ سپتامبر ۲۰۰۳ |
| ۱۹۶۶۸۰ | 2003 SB63    | ۱۷ سپتامبر ۲۰۰۳ |
| ۱۹۶۶۸۱ | 2003 SZ63    | ۱۷ سپتامبر ۲۰۰۳ |
| ۱۹۶۶۸۲ | 2003 SK64    | ۱۸ سپتامبر ۲۰۰۳ |
| ۱۹۶۶۸۳ | 2003 SY64    | ۱۸ سپتامبر ۲۰۰۳ |
| ۱۹۶۶۸۴ | 2003 SZ64    | ۱۸ سپتامبر ۲۰۰۳ |
| ۱۹۶۶۸۵ | 2003 SB65    | ۱۸ سپتامبر ۲۰۰۳ |
| ۱۹۶۶۸۶ | 2003 SC65    | ۱۸ سپتامبر ۲۰۰۳ |
| ۱۹۶۶۸۷ | 2003 SH65    | ۱۸ سپتامبر ۲۰۰۳ |
| ۱۹۶۶۸۸ | 2003 SQ66    | ۱۸ سپتامبر ۲۰۰۳ |
| ۱۹۶۶۸۹ | 2003 SY67    | ۱۶ سپتامبر ۲۰۰۳ |
| ۱۹۶۶۹۰ | 2003 SD70    | ۱۷ سپتامبر ۲۰۰۳ |
| ۱۹۶۶۹۱ | 2003 SO70    | ۱۷ سپتامبر ۲۰۰۳ |
| ۱۹۶۶۹۲ | 2003 SE71    | ۱۸ سپتامبر ۲۰۰۳ |
| ۱۹۶۶۹۳ | 2003 SX73    | ۱۸ سپتامبر ۲۰۰۳ |
| ۱۹۶۶۹۴ | 2003 SD74    | ۱۸ سپتامبر ۲۰۰۳ |
| ۱۹۶۶۹۵ | 2003 SL74    | ۱۸ سپتامبر ۲۰۰۳ |
| ۱۹۶۶۹۶ | 2003 SK75    | ۱۸ سپتامبر ۲۰۰۳ |
| ۱۹۶۶۹۷ | 2003 SY76    | ۱۹ سپتامبر ۲۰۰۳ |
| ۱۹۶۶۹۸ | 2003 SV77    | ۱۹ سپتامبر ۲۰۰۳ |
| ۱۹۶۶۹۹ | 2003 SX78    | ۱۹ سپتامبر ۲۰۰۳ |
| ۱۹۶۷۰۰ | 2003 SX80    | ۱۹ سپتامبر ۲۰۰۳ |
| ۱۹۶۷۰۱ | 2003 SC82    | ۱۷ سپتامبر ۲۰۰۳ |
| ۱۹۶۷۰۲ | 2003 SS82    | ۱۸ سپتامبر ۲۰۰۳ |
| ۱۹۶۷۰۳ | 2003 SR83    | ۱۸ سپتامبر ۲۰۰۳ |
| ۱۹۶۷۰۴ | 2003 SM85    | ۱۶ سپتامبر ۲۰۰۳ |
| ۱۹۶۷۰۵ | 2003 SC86    | ۱۶ سپتامبر ۲۰۰۳ |
| ۱۹۶۷۰۶ | 2003 SS87    | ۱۷ سپتامبر ۲۰۰۳ |
| ۱۹۶۷۰۷ | 2003 SB89    | ۱۸ سپتامبر ۲۰۰۳ |
| ۱۹۶۷۰۸ | 2003 SC92    | ۱۸ سپتامبر ۲۰۰۳ |
| ۱۹۶۷۰۹ | 2003 SH93    | ۱۸ سپتامبر ۲۰۰۳ |
| ۱۹۶۷۱۰ | 2003 SH94    | ۱۸ سپتامبر ۲۰۰۳ |
| ۱۹۶۷۱۱ | 2003 SS97    | ۱۹ سپتامبر ۲۰۰۳ |
| ۱۹۶۷۱۲ | 2003 SO98    | ۱۹ سپتامبر ۲۰۰۳ |
| ۱۹۶۷۱۳ | 2003 SJ101   | ۲۰ سپتامبر ۲۰۰۳ |
| ۱۹۶۷۱۴ | 2003 SM102   | ۲۰ سپتامبر ۲۰۰۳ |
| ۱۹۶۷۱۵ | 2003 SQ102   | ۲۰ سپتامبر ۲۰۰۳ |
| ۱۹۶۷۱۶ | 2003 SJ103   | ۲۰ سپتامبر ۲۰۰۳ |
| ۱۹۶۷۱۷ | 2003 SL104   | ۲۰ سپتامبر ۲۰۰۳ |
| ۱۹۶۷۱۸ | 2003 SW104   | ۲۰ سپتامبر ۲۰۰۳ |
| ۱۹۶۷۱۹ | 2003 SM107   | ۲۰ سپتامبر ۲۰۰۳ |
| ۱۹۶۷۲۰ | 2003 SB108   | ۲۰ سپتامبر ۲۰۰۳ |
| ۱۹۶۷۲۱ | 2003 SM109   | ۲۰ سپتامبر ۲۰۰۳ |
| ۱۹۶۷۲۲ | 2003 SV109   | ۲۰ سپتامبر ۲۰۰۳ |
| ۱۹۶۷۲۳ | 2003 SB111   | ۲۰ سپتامبر ۲۰۰۳ |
| ۱۹۶۷۲۴ | 2003 SD114   | ۱۶ سپتامبر ۲۰۰۳ |
| ۱۹۶۷۲۵ | 2003 SY115   | ۱۶ سپتامبر ۲۰۰۳ |
| ۱۹۶۷۲۶ | 2003 SB118   | ۱۶ سپتامبر ۲۰۰۳ |
| ۱۹۶۷۲۷ | 2003 SB119   | ۱۶ سپتامبر ۲۰۰۳ |
| ۱۹۶۷۲۸ | 2003 SH119   | ۱۷ سپتامبر ۲۰۰۳ |
| ۱۹۶۷۲۹ | 2003 SU119   | ۱۷ سپتامبر ۲۰۰۳ |
| ۱۹۶۷۳۰ | 2003 SG120   | ۱۷ سپتامبر ۲۰۰۳ |
| ۱۹۶۷۳۱ | 2003 SP121   | ۱۷ سپتامبر ۲۰۰۳ |
| ۱۹۶۷۳۲ | 2003 ST121   | ۱۷ سپتامبر ۲۰۰۳ |
| ۱۹۶۷۳۳ | 2003 SA122   | ۱۷ سپتامبر ۲۰۰۳ |
| ۱۹۶۷۳۴ | 2003 SM125   | ۱۹ سپتامبر ۲۰۰۳ |
| ۱۹۶۷۳۵ | 2003 SG126   | ۱۹ سپتامبر ۲۰۰۳ |
| ۱۹۶۷۳۶ | 2003 SH127   | ۱۹ سپتامبر ۲۰۰۳ |
| ۱۹۶۷۳۷ | 2003 SX127   | ۲۰ سپتامبر ۲۰۰۳ |
| ۱۹۶۷۳۸ | 2003 SC133   | ۲۰ سپتامبر ۲۰۰۳ |
| ۱۹۶۷۳۹ | 2003 SZ133   | ۱۸ سپتامبر ۲۰۰۳ |
| ۱۹۶۷۴۰ | 2003 SF135   | ۱۹ سپتامبر ۲۰۰۳ |
| ۱۹۶۷۴۱ | 2003 SJ137   | ۲۰ سپتامبر ۲۰۰۳ |
| ۱۹۶۷۴۲ | 2003 SO137   | ۲۱ سپتامبر ۲۰۰۳ |
| ۱۹۶۷۴۳ | 2003 SY137   | ۲۱ سپتامبر ۲۰۰۳ |
| ۱۹۶۷۴۴ | 2003 SU139   | ۱۸ سپتامبر ۲۰۰۳ |
| ۱۹۶۷۴۵ | 2003 SY139   | ۱۸ سپتامبر ۲۰۰۳ |
| ۱۹۶۷۴۶ | 2003 SU142   | ۲۰ سپتامبر ۲۰۰۳ |
| ۱۹۶۷۴۷ | 2003 SY143   | ۲۱ سپتامبر ۲۰۰۳ |
| ۱۹۶۷۴۸ | 2003 SB144   | ۲۱ سپتامبر ۲۰۰۳ |
| ۱۹۶۷۴۹ | 2003 SF144   | ۱۹ سپتامبر ۲۰۰۳ |
| ۱۹۶۷۵۰ | 2003 SR148   | ۱۶ سپتامبر ۲۰۰۳ |
| ۱۹۶۷۵۱ | 2003 SL149   | ۱۶ سپتامبر ۲۰۰۳ |
| ۱۹۶۷۵۲ | 2003 SO149   | ۱۶ سپتامبر ۲۰۰۳ |
| ۱۹۶۷۵۳ | 2003 SV149   | ۱۷ سپتامبر ۲۰۰۳ |
| ۱۹۶۷۵۴ | 2003 SM151   | ۱۸ سپتامبر ۲۰۰۳ |
| ۱۹۶۷۵۵ | 2003 SQ153   | ۱۹ سپتامبر ۲۰۰۳ |
| ۱۹۶۷۵۶ | 2003 SU154   | ۱۹ سپتامبر ۲۰۰۳ |
| ۱۹۶۷۵۷ | 2003 SZ154   | ۱۹ سپتامبر ۲۰۰۳ |
| ۱۹۶۷۵۸ | 2003 SP155   | ۱۹ سپتامبر ۲۰۰۳ |
| ۱۹۶۷۵۹ | 2003 SM156   | ۱۹ سپتامبر ۲۰۰۳ |
| ۱۹۶۷۶۰ | 2003 SO160   | ۲۲ سپتامبر ۲۰۰۳ |
| ۱۹۶۷۶۱ | 2003 SL162   | ۱۹ سپتامبر ۲۰۰۳ |
| ۱۹۶۷۶۲ | 2003 SP162   | ۱۹ سپتامبر ۲۰۰۳ |
| ۱۹۶۷۶۳ | 2003 ST162   | ۱۹ سپتامبر ۲۰۰۳ |
| ۱۹۶۷۶۴ | 2003 SU162   | ۱۹ سپتامبر ۲۰۰۳ |
| ۱۹۶۷۶۵ | 2003 SM163   | ۱۹ سپتامبر ۲۰۰۳ |
| ۱۹۶۷۶۶ | 2003 SN163   | ۱۹ سپتامبر ۲۰۰۳ |
| ۱۹۶۷۶۷ | 2003 SQ164   | ۲۰ سپتامبر ۲۰۰۳ |
| ۱۹۶۷۶۸ | 2003 ST164   | ۲۰ سپتامبر ۲۰۰۳ |
| ۱۹۶۷۶۹ | 2003 SX164   | ۲۰ سپتامبر ۲۰۰۳ |
| ۱۹۶۷۷۰ | 2003 SK167   | ۲۲ سپتامبر ۲۰۰۳ |
| ۱۹۶۷۷۱ | 2003 SU169   | ۲۳ سپتامبر ۲۰۰۳ |
| ۱۹۶۷۷۲ | 2003 SQ170   | ۲۳ سپتامبر ۲۰۰۳ |
| ۱۹۶۷۷۳ | 2003 SJ171   | ۱۸ سپتامبر ۲۰۰۳ |
| ۱۹۶۷۷۴ | 2003 SW177   | ۱۹ سپتامبر ۲۰۰۳ |
| ۱۹۶۷۷۵ | 2003 SA178   | ۱۹ سپتامبر ۲۰۰۳ |
| ۱۹۶۷۷۶ | 2003 SV180   | ۲۰ سپتامبر ۲۰۰۳ |
| ۱۹۶۷۷۷ | 2003 SE181   | ۲۰ سپتامبر ۲۰۰۳ |
| ۱۹۶۷۷۸ | 2003 SM181   | ۲۰ سپتامبر ۲۰۰۳ |
| ۱۹۶۷۷۹ | 2003 SN181   | ۲۰ سپتامبر ۲۰۰۳ |
| ۱۹۶۷۸۰ | 2003 SD182   | ۲۰ سپتامبر ۲۰۰۳ |
| ۱۹۶۷۸۱ | 2003 SA184   | ۲۱ سپتامبر ۲۰۰۳ |
| ۱۹۶۷۸۲ | 2003 ST184   | ۲۱ سپتامبر ۲۰۰۳ |
| ۱۹۶۷۸۳ | 2003 SY184   | ۲۱ سپتامبر ۲۰۰۳ |
| ۱۹۶۷۸۴ | 2003 SN185   | ۲۲ سپتامبر ۲۰۰۳ |
| ۱۹۶۷۸۵ | 2003 SR186   | ۲۲ سپتامبر ۲۰۰۳ |
| ۱۹۶۷۸۶ | 2003 SP187   | ۲۱ سپتامبر ۲۰۰۳ |
| ۱۹۶۷۸۷ | 2003 SY187   | ۲۲ سپتامبر ۲۰۰۳ |
| ۱۹۶۷۸۸ | 2003 SF188   | ۲۲ سپتامبر ۲۰۰۳ |
| ۱۹۶۷۸۹ | 2003 SA189   | ۲۲ سپتامبر ۲۰۰۳ |
| ۱۹۶۷۹۰ | 2003 SY190   | ۱۷ سپتامبر ۲۰۰۳ |
| ۱۹۶۷۹۱ | 2003 SM191   | ۱۹ سپتامبر ۲۰۰۳ |
| ۱۹۶۷۹۲ | 2003 SA196   | ۲۰ سپتامبر ۲۰۰۳ |
| ۱۹۶۷۹۳ | 2003 SL196   | ۲۰ سپتامبر ۲۰۰۳ |
| ۱۹۶۷۹۴ | 2003 SK197   | ۲۱ سپتامبر ۲۰۰۳ |
| ۱۹۶۷۹۵ | 2003 SM197   | ۲۱ سپتامبر ۲۰۰۳ |
| ۱۹۶۷۹۶ | 2003 SU197   | ۲۱ سپتامبر ۲۰۰۳ |
| ۱۹۶۷۹۷ | 2003 SU198   | ۲۱ سپتامبر ۲۰۰۳ |
| ۱۹۶۷۹۸ | 2003 SG199   | ۲۱ سپتامبر ۲۰۰۳ |
| ۱۹۶۷۹۹ | 2003 SO199   | ۲۱ سپتامبر ۲۰۰۳ |
| ۱۹۶۸۰۰ | 2003 SX200   | ۲۵ سپتامبر ۲۰۰۳ |
| ۱۹۶۸۰۱ | 2003 SY202   | ۲۲ سپتامبر ۲۰۰۳ |
| ۱۹۶۸۰۲ | 2003 SJ204   | ۲۲ سپتامبر ۲۰۰۳ |
| ۱۹۶۸۰۳ | 2003 SG206   | ۲۳ سپتامبر ۲۰۰۳ |
| ۱۹۶۸۰۴ | 2003 SZ208   | ۲۴ سپتامبر ۲۰۰۳ |
| ۱۹۶۸۰۵ | 2003 SZ209   | ۲۵ سپتامبر ۲۰۰۳ |
| ۱۹۶۸۰۶ | 2003 SQ218   | ۲۸ سپتامبر ۲۰۰۳ |
| ۱۹۶۸۰۷ | Beshore      | ۲۶ سپتامبر ۲۰۰۳ |
| ۱۹۶۸۰۸ | 2003 SH223   | ۲۹ سپتامبر ۲۰۰۳ |
| ۱۹۶۸۰۹ | 2003 SU223   | ۲۷ سپتامبر ۲۰۰۳ |
| ۱۹۶۸۱۰ | 2003 SC224   | ۲۴ سپتامبر ۲۰۰۳ |
| ۱۹۶۸۱۱ | 2003 SF225   | ۲۶ سپتامبر ۲۰۰۳ |
| ۱۹۶۸۱۲ | 2003 SH225   | ۲۶ سپتامبر ۲۰۰۳ |
| ۱۹۶۸۱۳ | 2003 SO225   | ۲۶ سپتامبر ۲۰۰۳ |
| ۱۹۶۸۱۴ | 2003 SU225   | ۲۶ سپتامبر ۲۰۰۳ |
| ۱۹۶۸۱۵ | 2003 SN227   | ۲۷ سپتامبر ۲۰۰۳ |
| ۱۹۶۸۱۶ | 2003 SH229   | ۲۷ سپتامبر ۲۰۰۳ |
| ۱۹۶۸۱۷ | 2003 SZ230   | ۲۴ سپتامبر ۲۰۰۳ |
| ۱۹۶۸۱۸ | 2003 SJ231   | ۲۴ سپتامبر ۲۰۰۳ |
| ۱۹۶۸۱۹ | 2003 SC232   | ۲۴ سپتامبر ۲۰۰۳ |
| ۱۹۶۸۲۰ | 2003 SR232   | ۲۴ سپتامبر ۲۰۰۳ |
| ۱۹۶۸۲۱ | 2003 SC233   | ۲۵ سپتامبر ۲۰۰۳ |
| ۱۹۶۸۲۲ | 2003 SM234   | ۲۵ سپتامبر ۲۰۰۳ |
| ۱۹۶۸۲۳ | 2003 SN234   | ۲۵ سپتامبر ۲۰۰۳ |
| ۱۹۶۸۲۴ | 2003 SS235   | ۲۷ سپتامبر ۲۰۰۳ |
| ۱۹۶۸۲۵ | 2003 SV235   | ۲۷ سپتامبر ۲۰۰۳ |
| ۱۹۶۸۲۶ | 2003 SJ236   | ۲۶ سپتامبر ۲۰۰۳ |
| ۱۹۶۸۲۷ | 2003 SO236   | ۲۶ سپتامبر ۲۰۰۳ |
| ۱۹۶۸۲۸ | 2003 SB237   | ۲۶ سپتامبر ۲۰۰۳ |
| ۱۹۶۸۲۹ | 2003 SE238   | ۲۷ سپتامبر ۲۰۰۳ |
| ۱۹۶۸۳۰ | 2003 SK241   | ۲۷ سپتامبر ۲۰۰۳ |
| ۱۹۶۸۳۱ | 2003 SA243   | ۲۸ سپتامبر ۲۰۰۳ |
| ۱۹۶۸۳۲ | 2003 SA246   | ۲۶ سپتامبر ۲۰۰۳ |
| ۱۹۶۸۳۳ | 2003 SS247   | ۲۶ سپتامبر ۲۰۰۳ |
| ۱۹۶۸۳۴ | 2003 SZ247   | ۲۶ سپتامبر ۲۰۰۳ |
| ۱۹۶۸۳۵ | 2003 SS248   | ۲۶ سپتامبر ۲۰۰۳ |
| ۱۹۶۸۳۶ | 2003 SY248   | ۲۶ سپتامبر ۲۰۰۳ |
| ۱۹۶۸۳۷ | 2003 SX249   | ۲۶ سپتامبر ۲۰۰۳ |
| ۱۹۶۸۳۸ | 2003 SE250   | ۲۶ سپتامبر ۲۰۰۳ |
| ۱۹۶۸۳۹ | 2003 SG250   | ۲۶ سپتامبر ۲۰۰۳ |
| ۱۹۶۸۴۰ | 2003 SM253   | ۲۷ سپتامبر ۲۰۰۳ |
| ۱۹۶۸۴۱ | 2003 SO253   | ۲۷ سپتامبر ۲۰۰۳ |
| ۱۹۶۸۴۲ | 2003 SZ253   | ۲۷ سپتامبر ۲۰۰۳ |
| ۱۹۶۸۴۳ | 2003 SD254   | ۲۷ سپتامبر ۲۰۰۳ |
| ۱۹۶۸۴۴ | 2003 SR254   | ۲۷ سپتامبر ۲۰۰۳ |
| ۱۹۶۸۴۵ | 2003 SE257   | ۲۸ سپتامبر ۲۰۰۳ |
| ۱۹۶۸۴۶ | 2003 SR257   | ۲۸ سپتامبر ۲۰۰۳ |
| ۱۹۶۸۴۷ | 2003 SM258   | ۲۸ سپتامبر ۲۰۰۳ |
| ۱۹۶۸۴۸ | 2003 SQ259   | ۲۸ سپتامبر ۲۰۰۳ |
| ۱۹۶۸۴۹ | 2003 ST259   | ۲۸ سپتامبر ۲۰۰۳ |
| ۱۹۶۸۵۰ | 2003 SE260   | ۲۹ سپتامبر ۲۰۰۳ |
| ۱۹۶۸۵۱ | 2003 SB261   | ۲۷ سپتامبر ۲۰۰۳ |
| ۱۹۶۸۵۲ | 2003 SR262   | ۲۸ سپتامبر ۲۰۰۳ |
| ۱۹۶۸۵۳ | 2003 SF263   | ۲۸ سپتامبر ۲۰۰۳ |
| ۱۹۶۸۵۴ | 2003 SW266   | ۲۹ سپتامبر ۲۰۰۳ |
| ۱۹۶۸۵۵ | 2003 SZ266   | ۲۹ سپتامبر ۲۰۰۳ |
| ۱۹۶۸۵۶ | 2003 SF268   | ۲۹ سپتامبر ۲۰۰۳ |
| ۱۹۶۸۵۷ | 2003 SL268   | ۲۹ سپتامبر ۲۰۰۳ |
| ۱۹۶۸۵۸ | 2003 SB269   | ۲۵ سپتامبر ۲۰۰۳ |
| ۱۹۶۸۵۹ | 2003 SF271   | ۲۵ سپتامبر ۲۰۰۳ |
| ۱۹۶۸۶۰ | 2003 SG272   | ۲۷ سپتامبر ۲۰۰۳ |
| ۱۹۶۸۶۱ | 2003 SL272   | ۲۷ سپتامبر ۲۰۰۳ |
| ۱۹۶۸۶۲ | 2003 SC273   | ۲۷ سپتامبر ۲۰۰۳ |
| ۱۹۶۸۶۳ | 2003 SX277   | ۳۰ سپتامبر ۲۰۰۳ |
| ۱۹۶۸۶۴ | 2003 SL278   | ۳۰ سپتامبر ۲۰۰۳ |
| ۱۹۶۸۶۵ | 2003 ST278   | ۳۰ سپتامبر ۲۰۰۳ |
| ۱۹۶۸۶۶ | 2003 SY280   | ۱۸ سپتامبر ۲۰۰۳ |
| ۱۹۶۸۶۷ | 2003 SF282   | ۱۹ سپتامبر ۲۰۰۳ |
| ۱۹۶۸۶۸ | 2003 SG282   | ۱۹ سپتامبر ۲۰۰۳ |
| ۱۹۶۸۶۹ | 2003 ST284   | ۲۰ سپتامبر ۲۰۰۳ |
| ۱۹۶۸۷۰ | 2003 SC289   | ۲۸ سپتامبر ۲۰۰۳ |
| ۱۹۶۸۷۱ | 2003 SY289   | ۲۸ سپتامبر ۲۰۰۳ |
| ۱۹۶۸۷۲ | 2003 SS292   | ۲۵ سپتامبر ۲۰۰۳ |
| ۱۹۶۸۷۳ | 2003 SB293   | ۲۷ سپتامبر ۲۰۰۳ |
| ۱۹۶۸۷۴ | 2003 SD294   | ۲۸ سپتامبر ۲۰۰۳ |
| ۱۹۶۸۷۵ | 2003 SN298   | ۱۸ سپتامبر ۲۰۰۳ |
| ۱۹۶۸۷۶ | 2003 SW299   | ۱۶ سپتامبر ۲۰۰۳ |
| ۱۹۶۸۷۷ | 2003 SJ300   | ۱۷ سپتامبر ۲۰۰۳ |
| ۱۹۶۸۷۸ | 2003 SW304   | ۱۷ سپتامبر ۲۰۰۳ |
| ۱۹۶۸۷۹ | 2003 SE306   | ۳۰ سپتامبر ۲۰۰۳ |
| ۱۹۶۸۸۰ | 2003 SY307   | ۲۷ سپتامبر ۲۰۰۳ |
| ۱۹۶۸۸۱ | 2003 SN308   | ۲۹ سپتامبر ۲۰۰۳ |
| ۱۹۶۸۸۲ | 2003 SX309   | ۲۸ سپتامبر ۲۰۰۳ |
| ۱۹۶۸۸۳ | 2003 SK311   | ۲۹ سپتامبر ۲۰۰۳ |
| ۱۹۶۸۸۴ | 2003 SE312   | ۳۰ سپتامبر ۲۰۰۳ |
| ۱۹۶۸۸۵ | 2003 SP314   | ۲۸ سپتامبر ۲۰۰۳ |
| ۱۹۶۸۸۶ | 2003 SF317   | ۲۱ سپتامبر ۲۰۰۳ |
| ۱۹۶۸۸۷ | 2003 SE320   | ۱۷ سپتامبر ۲۰۰۳ |
| ۱۹۶۸۸۸ | 2003 SM320   | ۱۷ سپتامبر ۲۰۰۳ |
| ۱۹۶۸۸۹ | 2003 SQ321   | ۲۱ سپتامبر ۲۰۰۳ |
| ۱۹۶۸۹۰ | 2003 SK322   | ۲۸ سپتامبر ۲۰۰۳ |
| ۱۹۶۸۹۱ | 2003 SK329   | ۲۲ سپتامبر ۲۰۰۳ |
| ۱۹۶۸۹۲ | 2003 SJ347   | ۱۸ سپتامبر ۲۰۰۳ |
| ۱۹۶۸۹۲ | 2003 TS      | ۲ اکتبر ۲۰۰۳    |
| ۱۹۶۸۹۴ | 2003 TL3     | ۳ اکتبر ۲۰۰۳    |
| ۱۹۶۸۹۵ | 2003 TM3     | ۴ اکتبر ۲۰۰۳    |
| ۱۹۶۸۹۶ | 2003 TA5     | ۱ اکتبر ۲۰۰۳    |
| ۱۹۶۸۹۷ | 2003 TR6     | ۱ اکتبر ۲۰۰۳    |
| ۱۹۶۸۹۸ | 2003 TF10    | ۱۵ اکتبر ۲۰۰۳   |
| ۱۹۶۸۹۹ | 2003 TX10    | ۱۵ اکتبر ۲۰۰۳   |
| ۱۹۶۹۰۰ | 2003 TA11    | ۱۴ اکتبر ۲۰۰۳   |
| ۱۹۶۹۰۱ | 2003 TS11    | ۱۴ اکتبر ۲۰۰۳   |
| ۱۹۶۹۰۲ | 2003 TG14    | ۴ اکتبر ۲۰۰۳    |
| ۱۹۶۹۰۳ | 2003 TA16    | ۱۵ اکتبر ۲۰۰۳   |
| ۱۹۶۹۰۴ | 2003 TC16    | ۱۵ اکتبر ۲۰۰۳   |
| ۱۹۶۹۰۵ | 2003 TH17    | ۱۵ اکتبر ۲۰۰۳   |
| ۱۹۶۹۰۶ | 2003 TF18    | ۱۴ اکتبر ۲۰۰۳   |
| ۱۹۶۹۰۷ | 2003 TC19    | ۱۵ اکتبر ۲۰۰۳   |
| ۱۹۶۹۰۸ | 2003 TU21    | ۱ اکتبر ۲۰۰۳    |
| ۱۹۶۹۰۹ | 2003 TF22    | ۱ اکتبر ۲۰۰۳    |
| ۱۹۶۹۱۰ | 2003 TL29    | ۱ اکتبر ۲۰۰۳    |
| ۱۹۶۹۱۱ | 2003 TN30    | ۱ اکتبر ۲۰۰۳    |
| ۱۹۶۹۱۲ | 2003 TR30    | ۱ اکتبر ۲۰۰۳    |
| ۱۹۶۹۱۳ | 2003 TX33    | ۱ اکتبر ۲۰۰۳    |
| ۱۹۶۹۱۴ | 2003 TJ37    | ۲ اکتبر ۲۰۰۳    |
| ۱۹۶۹۱۵ | 2003 TO45    | ۳ اکتبر ۲۰۰۳    |
| ۱۹۶۹۱۶ | 2003 TS45    | ۳ اکتبر ۲۰۰۳    |
| ۱۹۶۹۱۷ | 2003 TD48    | ۳ اکتبر ۲۰۰۳    |
| ۱۹۶۹۱۸ | 2003 TE54    | ۵ اکتبر ۲۰۰۳    |
| ۱۹۶۹۱۹ | 2003 TP54    | ۵ اکتبر ۲۰۰۳    |
| ۱۹۶۹۲۰ | 2003 TX54    | ۵ اکتبر ۲۰۰۳    |
| ۱۹۶۹۲۱ | 2003 TL57    | ۵ اکتبر ۲۰۰۳    |
| ۱۹۶۹۲۲ | 2003 US1     | ۱۶ اکتبر ۲۰۰۳   |
| ۱۹۶۹۲۳ | 2003 UG2     | ۱۶ اکتبر ۲۰۰۳   |
| ۱۹۶۹۲۴ | 2003 UX3     | ۱۶ اکتبر ۲۰۰۳   |
| ۱۹۶۹۲۵ | 2003 UF4     | ۱۶ اکتبر ۲۰۰۳   |
| ۱۹۶۹۲۶ | 2003 UG5     | ۱۸ اکتبر ۲۰۰۳   |
| ۱۹۶۹۲۷ | 2003 UQ6     | ۱۸ اکتبر ۲۰۰۳   |
| ۱۹۶۹۲۸ | 2003 UB7     | ۱۶ اکتبر ۲۰۰۳   |
| ۱۹۶۹۲۹ | 2003 UF10    | ۱۷ اکتبر ۲۰۰۳   |
| ۱۹۶۹۳۰ | 2003 UA11    | ۱۹ اکتبر ۲۰۰۳   |
| ۱۹۶۹۳۱ | 2003 UF12    | ۲۰ اکتبر ۲۰۰۳   |
| ۱۹۶۹۳۲ | 2003 UV12    | ۱۶ اکتبر ۲۰۰۳   |
| ۱۹۶۹۳۳ | 2003 UY14    | ۱۶ اکتبر ۲۰۰۳   |
| ۱۹۶۹۳۴ | 2003 UD15    | ۱۶ اکتبر ۲۰۰۳   |
| ۱۹۶۹۳۵ | 2003 UH16    | ۱۶ اکتبر ۲۰۰۳   |
| ۱۹۶۹۳۶ | 2003 UL16    | ۱۶ اکتبر ۲۰۰۳   |
| ۱۹۶۹۳۷ | 2003 US16    | ۱۶ اکتبر ۲۰۰۳   |
| ۱۹۶۹۳۸ | Delgordon    | ۲۲ اکتبر ۲۰۰۳   |
| ۱۹۶۹۳۹ | 2003 UB23    | ۲۰ اکتبر ۲۰۰۳   |
| ۱۹۶۹۴۰ | 2003 UW23    | ۲۲ اکتبر ۲۰۰۳   |
| ۱۹۶۹۴۱ | 2003 UZ23    | ۲۳ اکتبر ۲۰۰۳   |
| ۱۹۶۹۴۲ | 2003 UM24    | ۲۳ اکتبر ۲۰۰۳   |
| ۱۹۶۹۴۳ | 2003 UC28    | ۲۳ اکتبر ۲۰۰۳   |
| ۱۹۶۹۴۴ | 2003 UO28    | ۱۹ اکتبر ۲۰۰۳   |
| ۱۹۶۹۴۵ | 2003 UV29    | ۲۶ اکتبر ۲۰۰۳   |
| ۱۹۶۹۴۶ | 2003 UX31    | ۱۶ اکتبر ۲۰۰۳   |
| ۱۹۶۹۴۷ | 2003 UT35    | ۱۶ اکتبر ۲۰۰۳   |
| ۱۹۶۹۴۸ | 2003 US38    | ۲۶ اکتبر ۲۰۰۳   |
| ۱۹۶۹۴۹ | 2003 UR40    | ۱۶ اکتبر ۲۰۰۳   |
| ۱۹۶۹۵۰ | 2003 UZ41    | ۱۷ اکتبر ۲۰۰۳   |
| ۱۹۶۹۵۱ | 2003 UO46    | ۱۸ اکتبر ۲۰۰۳   |
| ۱۹۶۹۵۲ | 2003 UX48    | ۱۶ اکتبر ۲۰۰۳   |
| ۱۹۶۹۵۳ | 2003 UJ50    | ۱۷ اکتبر ۲۰۰۳   |
| ۱۹۶۹۵۴ | 2003 UA52    | ۱۸ اکتبر ۲۰۰۳   |
| ۱۹۶۹۵۵ | 2003 UQ52    | ۱۸ اکتبر ۲۰۰۳   |
| ۱۹۶۹۵۶ | 2003 UR52    | ۱۸ اکتبر ۲۰۰۳   |
| ۱۹۶۹۵۷ | 2003 UV52    | ۱۸ اکتبر ۲۰۰۳   |
| ۱۹۶۹۵۸ | 2003 UK53    | ۱۸ اکتبر ۲۰۰۳   |
| ۱۹۶۹۵۹ | 2003 UM53    | ۱۸ اکتبر ۲۰۰۳   |
| ۱۹۶۹۶۰ | 2003 UA54    | ۱۸ اکتبر ۲۰۰۳   |
| ۱۹۶۹۶۱ | 2003 UE54    | ۱۸ اکتبر ۲۰۰۳   |
| ۱۹۶۹۶۲ | 2003 UR54    | ۱۸ اکتبر ۲۰۰۳   |
| ۱۹۶۹۶۳ | 2003 UD56    | ۱۹ اکتبر ۲۰۰۳   |
| ۱۹۶۹۶۴ | 2003 UT56    | ۲۳ اکتبر ۲۰۰۳   |
| ۱۹۶۹۶۵ | 2003 UV56    | ۲۳ اکتبر ۲۰۰۳   |
| ۱۹۶۹۶۶ | 2003 UC57    | ۲۴ اکتبر ۲۰۰۳   |
| ۱۹۶۹۶۷ | 2003 UK57    | ۲۷ اکتبر ۲۰۰۳   |
| ۱۹۶۹۶۸ | 2003 UR57    | ۱۶ اکتبر ۲۰۰۳   |
| ۱۹۶۹۶۹ | 2003 UV58    | ۱۶ اکتبر ۲۰۰۳   |
| ۱۹۶۹۷۰ | 2003 UU59    | ۱۷ اکتبر ۲۰۰۳   |
| ۱۹۶۹۷۱ | 2003 UG61    | ۱۶ اکتبر ۲۰۰۳   |
| ۱۹۶۹۷۲ | 2003 UO62    | ۱۶ اکتبر ۲۰۰۳   |
| ۱۹۶۹۷۳ | 2003 UP62    | ۱۶ اکتبر ۲۰۰۳   |
| ۱۹۶۹۷۴ | 2003 UC64    | ۱۶ اکتبر ۲۰۰۳   |
| ۱۹۶۹۷۵ | 2003 UU64    | ۱۶ اکتبر ۲۰۰۳   |
| ۱۹۶۹۷۶ | 2003 UA65    | ۱۶ اکتبر ۲۰۰۳   |
| ۱۹۶۹۷۷ | 2003 UN66    | ۱۶ اکتبر ۲۰۰۳   |
| ۱۹۶۹۷۸ | 2003 UZ69    | ۱۸ اکتبر ۲۰۰۳   |
| ۱۹۶۹۷۹ | 2003 UN70    | ۱۸ اکتبر ۲۰۰۳   |
| ۱۹۶۹۸۰ | 2003 UC75    | ۱۷ اکتبر ۲۰۰۳   |
| ۱۹۶۹۸۱ | 2003 UV76    | ۱۷ اکتبر ۲۰۰۳   |
| ۱۹۶۹۸۲ | 2003 UC79    | ۱۸ اکتبر ۲۰۰۳   |
| ۱۹۶۹۸۳ | 2003 UH79    | ۱۹ اکتبر ۲۰۰۳   |
| ۱۹۶۹۸۴ | 2003 UQ79    | ۱۹ اکتبر ۲۰۰۳   |
| ۱۹۶۹۸۵ | 2003 UY79    | ۱۸ اکتبر ۲۰۰۳   |
| ۱۹۶۹۸۶ | 2003 UC80    | ۱۷ اکتبر ۲۰۰۳   |
| ۱۹۶۹۸۷ | 2003 UO81    | ۱۶ اکتبر ۲۰۰۳   |
| ۱۹۶۹۸۸ | 2003 UC82    | ۱۸ اکتبر ۲۰۰۳   |
| ۱۹۶۹۸۹ | 2003 UF83    | ۱۶ اکتبر ۲۰۰۳   |
| ۱۹۶۹۹۰ | 2003 UH83    | ۱۷ اکتبر ۲۰۰۳   |
| ۱۹۶۹۹۱ | 2003 UF84    | ۱۸ اکتبر ۲۰۰۳   |
| ۱۹۶۹۹۲ | 2003 US84    | ۱۸ اکتبر ۲۰۰۳   |
| ۱۹۶۹۹۳ | 2003 UJ85    | ۱۸ اکتبر ۲۰۰۳   |
| ۱۹۶۹۹۴ | 2003 UW85    | ۱۸ اکتبر ۲۰۰۳   |
| ۱۹۶۹۹۵ | 2003 US87    | ۱۹ اکتبر ۲۰۰۳   |
| ۱۹۶۹۹۶ | 2003 UZ88    | ۱۹ اکتبر ۲۰۰۳   |
| ۱۹۶۹۹۷ | 2003 UA90    | ۲۰ اکتبر ۲۰۰۳   |
| ۱۹۶۹۹۸ | 2003 UV93    | ۱۸ اکتبر ۲۰۰۳   |
| ۱۹۶۹۹۹ | 2003 UH94    | ۱۸ اکتبر ۲۰۰۳   |
| ۱۹۷۰۰۰ | 2003 UE96    | ۱۸ اکتبر ۲۰۰۳   |